# Литература Японии

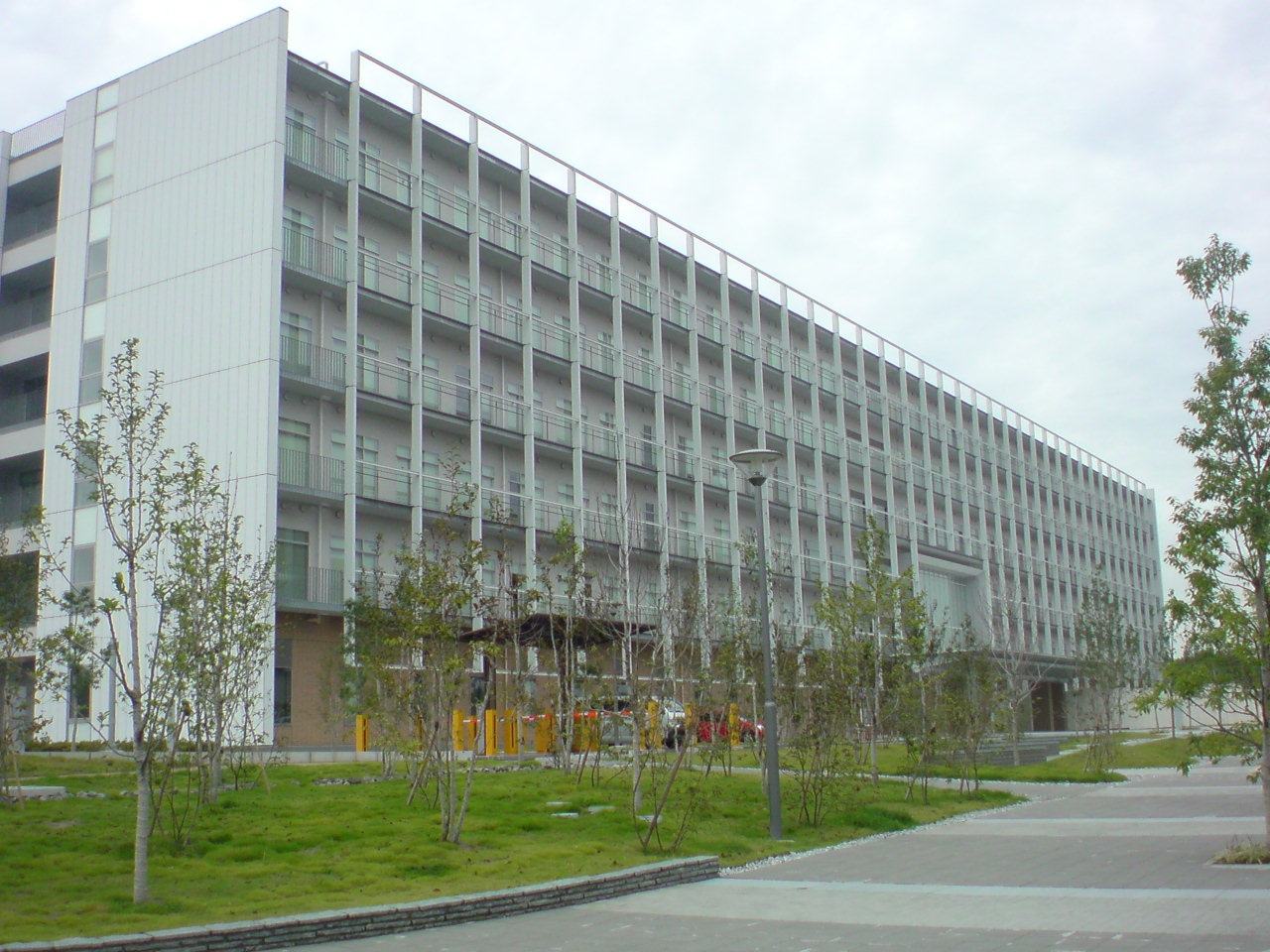

Японская литература (яп. 日本文学 нихон бунгаку) — литература на японском языке, хронологически охватывающая период почти в полтора тысячелетия: от первого письменного памятника «Кодзики» (712 год) до произведений современных авторов. На ранней стадии своего развития испытала сильнейшее влияние китайской литературы и зачастую писалась на классическом китайском. Влияние китайского в разной степени ощущалось вплоть до конца периода Эдо, сведясь к минимуму в XIX веке, начиная с которого развитие японской литературы стало во многом обусловлено продолжающимся до настоящего времени диалогом с европейской литературой.

## Периодизация
Ниже приведена периодизация японской литературы, привязанная к значительным изменениям в социальной и политической жизни страны:
- Древняя литература (ок. 600—794) — эпоха возникновения японской письменности и появления первых летописных источников, включает в себя также так называемый Нарский период (710—784)
- Классическая литература, или Хэйанский период (794—1185) — период, когда столица Японского государства находилась в городе Хэйан-кё (ныне Киото); значительную роль в литературном творчестве того времени играли женщины
- Средневековая литература (1192—1603) — начало господства военного сословия, сёгунов, в Японии, период некоторого ослабления литературного творчества
- Литература раннего нового времени, или период Эдо (1603—1868) — творчество времени сёгуната Токугава, наивысший расцвет японской словесности
- Современная литература, или Токийский период (1868—1945) — наступил с реставрацией Мэйдзи и проникновением европейских идей в ранее закрытую страну
- Послевоенный период (1945—поныне) — период, последовавший за поражением Японии во Второй мировой войне

## История

### Древняя литература

#### Возникновение японского письма
Письменность возникла в Японии с введением китайской письменности и первым знакомством с китайской учёностью и литературой, через посредство корейских учёных. До знакомства с китайскими письменами в Японии не было никакой письменности. Начало изучения китайского языка в Японии относится к V веку; в 405 году кореец Ван Ин (в японских летописях — Вани 王仁, он же 和邇吉師, «добрый учитель Вани») был приглашён учителем китайского языка к наследному японскому принцу — и после того поток учёных из Кореи и Китая прочно утвердил китайское влияние в Японии. Кодзики описывают это событие так:

И тогда [император Одзин] повелел [царю Кынчхого] Пэкче: «если живёт в этом краю мудрец, преподнести его как дань». Выбор пал на Вани. И тогда [царь] принёс в дань его вместе со свитками Лунь юй и Тысячесловие. Вани стал прародителем рода Фуми-но-Обито.
Оригинальный текст (кит.)又，科賜百濟國，若有賢人者，貢上。故受命以貢上人名，和邇吉師。即論語十卷・千字文一卷，并十一卷，付是人即貢進。此和邇吉師者，文首等祖。

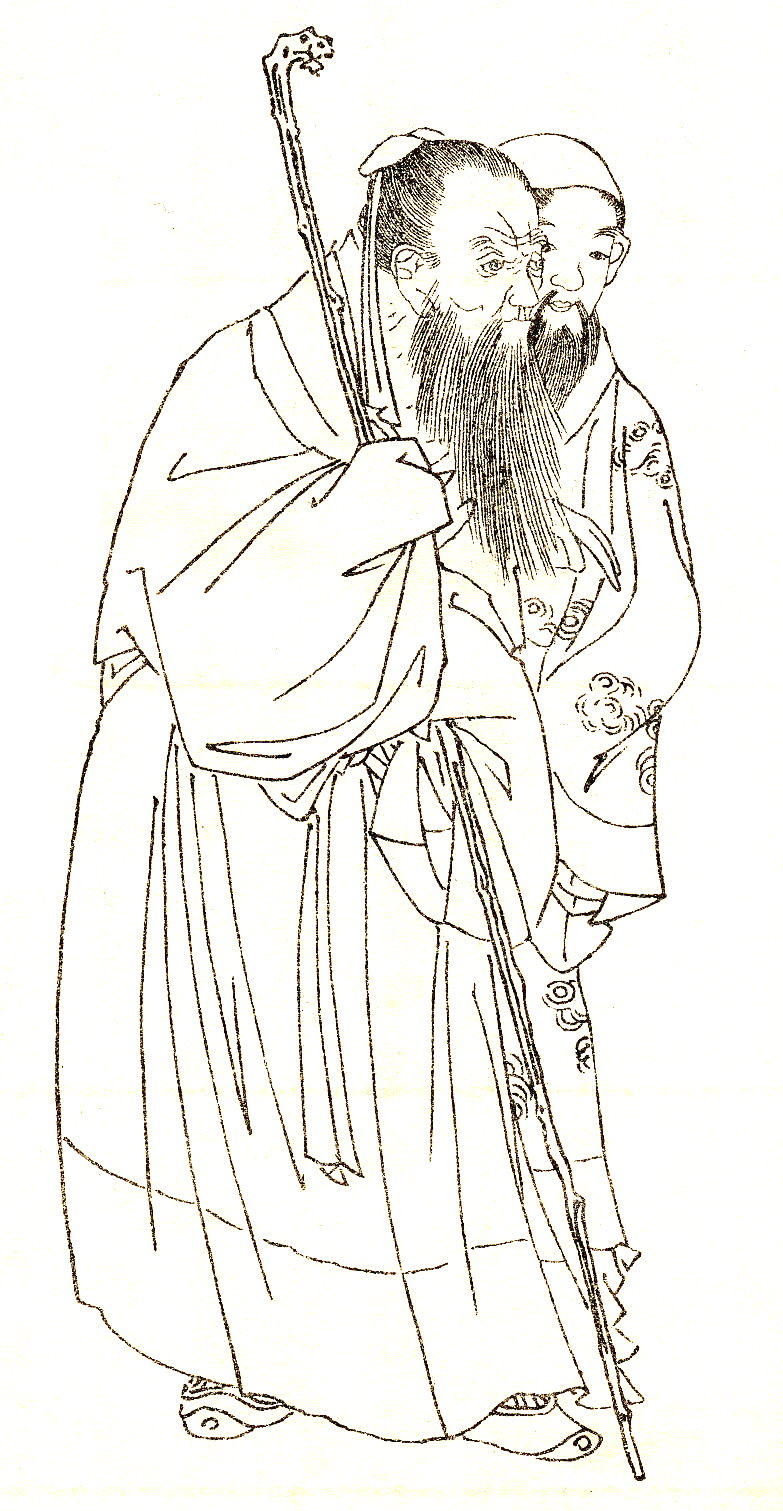
Вани (картина XIX века)

В VII веке Император Тэндзи (662—671) учредил высшие школы для изучения китайских древностей; японские молодые люди отправлялись в Китай изучать язык и культуру страны. Китайская литература была отчасти для Японии тем, чем для европейских литератур были греческие и латинские классики.
Заимствовав из Китая письмена, то есть иероглифы, японцы долго приспособляли их к особенностям японского языка. Сначала письменность — в особенности проза — была китайская, доступная только высшему, образованному классу. Китайские иероглифы, составляющие идеописательные знаки цельных слов, а не звуков и слогов, стали применяться для выражения соответствующих японских слов; одинаковое начертание иероглифа произносилось, таким образом, различно по-китайски и по-японски, то есть китайский текст читался японскими словами. При обогащении литературного японского языка потребовалось большее количество письменных знаков — и китайские иероглифы стали употребляться не как выражение цельного понятия, а в своем звуковом значении, как обозначение слога, части слова. Это — начало перехода к фонетической японской азбуке: иероглифы использовались для записи звучания японских слов. В древнейших японских литературных памятниках это привело к варварскому смешению китайских и японских слов, во избежание чего лучшие японские авторы предпочитали чистый китайский язык. Постепенно начала вырабатываться японская силлабическая азбука манъёкана, окончательно установившаяся в конце IX века и состоящая из фонетического употребления сокращённых форм китайских знаков. С введением этой самостоятельной фонетической азбуки (на китайском фундаменте) получилась возможность свободного пользования японским языком для литературных целей, и это привело к быстрому блестящему расцвету японской поэзии и прозы.

#### Нарский период
Архаический период японской литературы совпадает с тем временем, когда относительно небогатые резиденции микадо (императора) менялись с каждым новым правителем, по местожительству наследника, жившего всегда отдельно от правящего микадо. Эта кочевая жизнь микадо прекратилась с утверждением столицы в Наре, в провинции Ямато, в 710 г. С этого времени резиденции микадо, благодаря развитию всех отраслей культуры, становились всё более роскошными и тем самым прочными. Только ввиду неудобного для политических целей положения Нары резиденция перенесена была сначала в Нагаоку, а в 794 г. в Киото (древнее название — Хэйан-кё, то есть столица мира). Литература, относящаяся ко времени резиденции микадо в Наре, охватывает собой VIII век и носит название Нарского периода (историю литературы Японии принято делить на периоды, соответствующие резиденциям микадо в каждое данное время). Основные черты этого периода — развитие китайского влияния, распространение буддизма и соответственно этому значительный рост литературы, как и искусства, в особенности архитектуры (сооружение буддийских храмов и пышных дворцов для микадо).
Древнейшими памятниками архаической японской литературы являются песни, включённые в древние летописи Кодзики и Нихон сёки. Песни эти, относящиеся по всей вероятности к VI и VII векам, представляют собой только археологический интерес и чужды основных черт позднейшей японской поэзии — склонности к мечтательному созерцанию природы, любви к цветам, птицам и т. д. Они интересны для характеристики первобытных японцев, как воинственного, самоуверенного, весёлого народа, храброго в сражениях, любившего пиры с застольными песнями, торжества с приветственными и поздравительными песнями, жившего наивными, простыми чувствами. Таков общий характер японской архаической поэзии, в которой преобладают праздничные, застольные, воинственные, похоронные, шуточные и, главным образом, любовные песни, выражающие наивную чувственность, доходящую иногда до цинизма. Многие песни — особенно военные — относятся к легендарной истории начала японской монархии и приписываются обыкновенно императорам и разным знатным лицам; многие песни связывают с именем легендарного основателя японской монархии (в 660 г.), императора Дзимму; одна из лучших старых песен считается сочинением микадо Одзина и сложена — по словам летописей — в 282 году (Император Одзин, избравший для своего гарема красавицу Ками-нага-химэ, уступает её сыну, полюбившему её), но поэтические достоинства этой песни, выдержанность и тонкость аллегорической формы указывают на принадлежность её к позднейшему времени — вероятно к VI веку.
Другие произведения прозы Нарского периода: сэммио, или микотонори (яп. 詔) — эдикты императоров на японском языке при вступлении на престол или отказе от престола, при назначении новых министров, по случаю смерти выдающихся людей, для усмирения мятежей и т. д.; они составлены в торжественном тоне норито и изобилуют риторическими прикрасами. Затем идут фудоки — топографические описания японских провинций. Из них наиболее известен «Идзумо-фудоки», изд. в 733 г., состоящий, в целом, из сухого фактического изложения, но с включёнными в текст поэтичными легендами и старыми мифами. Из удзибуми, то есть фамильных хроник отдельных семей, сохранилась только одна, семьи Такахаси Такахаси удзибуми (яп. 高橋氏文). Она написана в стиле сэммио и кодзики.

#### Норито
Норито — синтоистские молитвословия, обрядовые моления, написанные ритмической прозой, длинными периодами в торжественном стиле. Они представляют значительный литературный интерес с точки зрения художественного стиля, но главным образом важны своей документальной стороной, знакомя с религиозной жизнью японцев до начала влияния буддизма и конфуцианства, то есть с поклонением микадо и их божественным предкам. Содержание норито сводится к воспеванию богов, к передаче истории празднеств, рассказам о деяниях богов, перечислению жертвоприношений и т. д. Стиль норито торжественный, пышный, с повторениями и разными риторическими украшениями, параллелизмами, метафорами, антитезами, поэтическими сравнениями. Церемониальное чтение норито совершалось членами двух семей, Накатоми и Имиби, у которых эта обязанность переходила по наследству из поколения в поколение. Норито разных времён собраны были в годы Энги (901—923) в «сборнике церемониальных правил», Энгисики (50 томов, изд. в 927 г.), где насчитывается 75 норито, из которых приведены текстуально (в 8-м т.) 27 важнейших ритуалов различных праздников (мацури). Это молитвы в честь богини, ниспосылающей пищу, богов ветра, предков императорских семей, моления об урожае, о предотвращении моровой язвы, об изгнании злых божеств и т. д. Самая знаменитая из этих молитв — Охараи, моление о великом очищении, написанное с большим подъёмом и очень поэтичное.

#### Кодзики

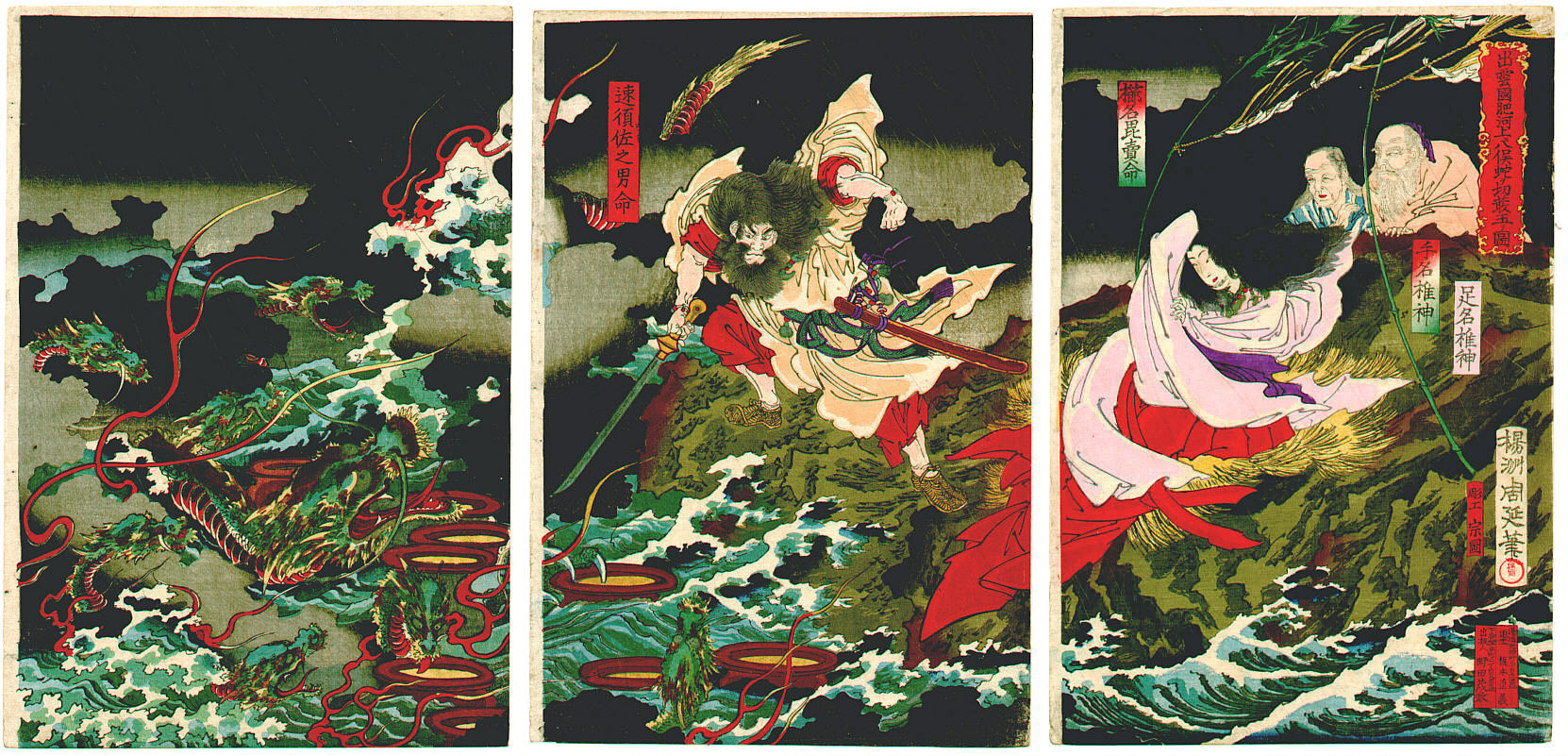
Битва Сусаноо с Яматой-но-Ороти (художник Тоёхара Тиканобу)

Кодзики — историческая летопись, записи о событиях древности, о полуисторическом, полулегендарном прошлом японской монархии. Кодзики изданы было между 712 и 720 гг.; события, рассказанные в них, доведены до 628 г. (до царствования императрицы Суйко); записи о последних полутора веках заключаются только в лаконическом перечислении имён. Кодзики составлены по поручению Императрицы Гэммэй чиновником О-но Ясумаро, со слов человека с баснословной памятью Хиэды-но Арэ (яп. 稗田 阿礼, неизвестно, мужчина ли это или женщина); это очевидно был один из так называемых катарибэ — придворных рассказчиков, излагавших в торжественных случаях предания старины. Язык Кодзики — смесь китайского с японским. О-но Ясумаро пользовался китайскими иероглифами, то сохраняя их значение и конструкцию, то употребляя их фонетически для изображения японских звуков (тогда не было ещё силлабических азбук), вследствие чего стиль Кодзики очень пёстрый и неуклюжий (смешение китайской и японской конструкций). Содержание Кодзики — синтоистские мифы о первых веках японской истории, о божественном происхождении микадо. Некоторые мифы напоминают греческие, как например миф о боге Сусаноо, убивающем дракона Ямату-но ороти, близок к мифу о Персее и Андромеде. В этих преданиях много художественной фантазии (в особенности в рассказах о подвигах бога водяных пучин, Сусаноо, и его потомке, «повелителя великой земли и 8000 мечей»); но исторического значения эти повествования о первых микадо и их божественных предках не имеют.

#### Нихон сёки

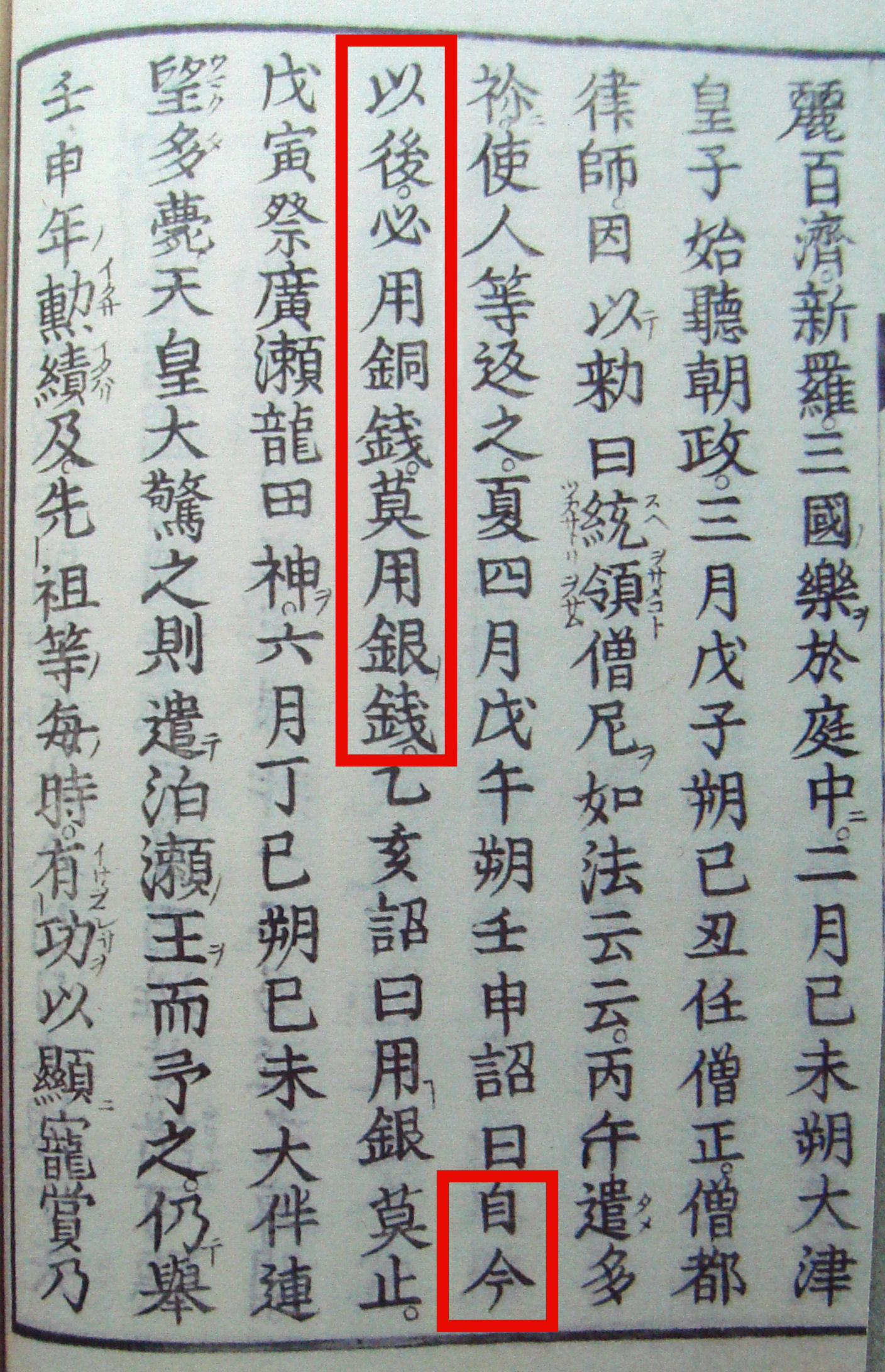
Запись в «Нихон сёки» за 15 апреля 683 года относительно использования медных монет вместо серебряных — первое упоминание о японских деньгах (издание XI века)

Гораздо значительнее другой исторический труд Нарского периода Нихон сёки — анналы в 30 книгах, написанные принцем Тонэри и другими учёными на китайском языке одновременно с Кодзики (720 г.). В первых двух книгах собраны древние мифы; эти книги служат полезным дополнением к Кодзики, давая варианты и пространное изложение основных синтоистских преданий. Затем следуют более легендарные, чем исторические сведения об основании японской империи при Дзимму, о заселении японцами главного острова, о борьбе с туземцами-айнами, о древнейших походах в Корею и т. д. Повествование доведено до 697 г. Нихон сёки подражает, как и позднейшие японские летописи на китайском языке, китайским образцам (Ханьшу и т. д.) и многое заимствует из них. Несмотря на эти заимствования и на старание придать величественность первобытным условиям японской старины, Нихон сёки имеет большую документальную ценность, как источник для изучения начала японской культуры на синтоистской основе. Для истории литературы особенно ценны образцы первобытной поэзии, включенные и в Нихон сёки, и в Кодзики, записанные в фонетической передаче.
Впоследствии было составлено пять продолжений Нихон сёки (на китайском языке): Первое — «Сёку нихонги», законченное в 797 г. и охватывающее период от 697 до 791 г., то есть весь Нарский период (40 книг, в 20 томах); литературный интерес этого труда заключается в включенных в него образцах японской прозы того времени, разных официальных документов, эдиктов микадо и т. д. Дальнейшие продолжения: «Нихон-коки», изд. в 841 г., «Соку-нихон-коки» (яп. 続日本後紀, 869), «Нихон-монтоку-тэнно-дзицуроку» (яп. 日本文徳天皇実録), история императора Монтоку, с 850 по 858 г. (878), и «Нихон сандай дзицуроку» — история царствования трёх микадо (императоров), Сэйва, Ёдзэя, Коко, с 859 по 887 г. (901). Все эти шесть составных частей Нихонги объединяются общим названием Риккокуси — «шесть национальных историй».

#### Поэзия
Поэзия Нарского периода сильно развилась и видоизменилась сравнительно с архаическими песнями, известными из Кодзики; под влиянием китайской литературы и буддизма она утратила первобытную беспечность и веселость и сделалась лирикой чувств, преимущественно элегических: воспеваются страдания и тихие радости любви, преданность богам, любовь к предкам, величие правителей страны, тоска по родине вдали от неё, печаль по умершим — и главным образом тонко передаются красоты природы, чувства, вызываемые переменой времен года, ароматом вишневых и сливовых садов и т. д. Под влиянием буддизма преобладают грустные, созерцательные мотивы. Длинные стихотворения отсутствуют, эпоса совершенно нет; поэтические настроения выливаются в очень короткие лирические стихи.

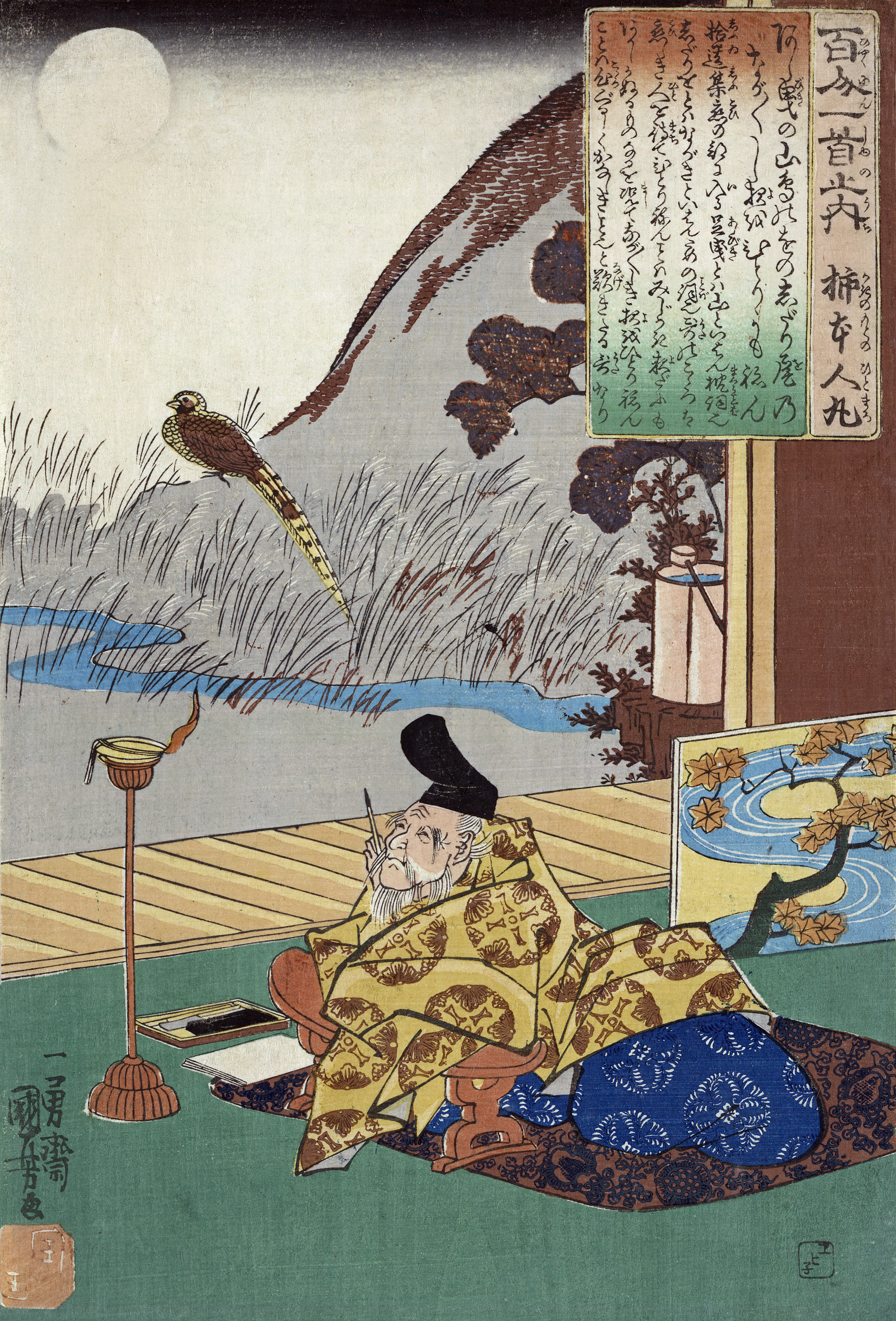
Какиномото-но Хитомаро — автор многочисленных тёка и танка в Манъёсю

Основная форма, создавшаяся в Нарский период и навсегда укоренившаяся в японской поэзии — это так называемая танка — короткое стихотворение из пяти стихов, каждый по пять и семь слогов поочерёдно. Единственное отличие поэзии от прозы в японском языке — последовательное чередование пяти и семи-сложных строк; в этом и заключается принцип танки. Танка состоит из пяти строк, имеющих 5—7—5—7—7 мор, то есть в целом всё стихотворение состоит из 31 моры. Иногда прибавляется 6-й стих — усиленный вариант 5-го. Краткость формы стесняет свободу фантазии, но авторы танки доходят иногда до мастерства в искусстве сжато намечать тонкие настроения, воссоздавать образы природы и связанные с ними ощущения в 5, много 6 строках.
Стиль танки и других вариантов этой основной формы отличается множеством сложных риторических приёмов, из которых наиболее характерны макуракотоба и какэкотоба. Макуракотоба (яп. 枕詞 «слово-изголовье») — определяющие слова, ставятся в начале стихотворения, наподобие гомеровского «быстроногий Ахилл» и т. п. Какэкотоба (яп. 掛詞 «вертящиеся слова») — слова с двойным значением, из которых первое составляет с предшествующим словом одно понятие, а с последующим — другое. Например, «мацу» (яп. 松) — сосна; «мацу-но-эга» — сосновая ветка, а «хито-о-мацу» — ждать кого-нибудь; «хито-о-мацу-но-эга» и образует какэкотоба, очень употребительный оборот в танка. Кроме того, танка изобилуют повторениями, обращениями и восклицаниями (иногда всё стихотворение — восклицание, построенное на одном слове, стоящем в конце), параллельными словами в смежных строках, аллитерацией и т. д. Стихотворения начинают с введения, где целая фраза — атрибут к одному слову или даже только к отдельным слогам слова. В японской поэзии ценятся виртуозность и остроумие формы, миниатюрность, изящество, иногда в ущерб пафосу и широте замысла.
Кроме танка существуют более длинные стихотворения, тёка (длинные песни), с тем же чередованием 5 и 7 сложных строк, с заключительной строкой в 7 слогов, но не ограниченный пятью строфами. Они, как правило, сопровождаются заключительными стихотворениями в 31 слог — ханка, повторяющими главную мысль стихотворения. Кроме того существуют ещё сэдока (яп. 旋頭歌), в шесть строк, то есть танка с прибавленной семисложной строкой, варьирующей предыдущую, затем буссокусэкика (яп. 仏足石歌 «стих отпечатка ноги Будды») тоже в 6 строк и т. д., но все это видоизменения основной формы — танка.

#### Манъёсю
Поэзия Нарского периода сохранилась в большой антологии «Манъёсю» («собрание мириад листьев»), составленной в начале IX века. В ней собрано около 5000 стихотворений, из которых более 4000 одних танка, а затем небольшое количество тёка и сэдока. Они охватывают период в 130 лет, с конца VII века, и разделены на несколько категорий: стихотворения, воспевающие времена года; стихотворения любовные и выражающие чувства детей к родителям, подчинённых к господину, братьев и сестер друг к другу; смешанные стихотворения — о путешествиях императоров и частных лиц, застольные и т. д.; элегии, аллегорические стихотворения и т. д.
Отрывок из Манъёсю:

| На сливовый цвет Налёг толстый снег. Я хотел собрать Показать тебе, Но в моих руках он растаял весь | На мне нет одежды, Смоченной росой При моей прогулке по летней траве. Но платья моего рукав Постоянно мокр от слёз |

Авторы стихотворений принадлежали к высшему придворному кругу; многие из них — женщины. Называются имена 561 автора стихотворений; из них 70 женщин. Особенно знамениты два поэта: Какиномото-но Хитомаро, чиновник при дворе Сёму (724—754), часто сопровождавший микадо в путешествиях, и Акахито. Из длинных стихотворений, тёка, наиболее популярна легенда об Урасиме — рыбаке, который по безрассудству утратил возможность жить постоянно в стране бессмертных. Эта поэтичная легенда написана на вечную тему губительного человеческого любопытства.

#### Кайфусо
Кайфусо — антология китайской поэзии (канси), составленная знатными японскими вельможами.

### Классическая японская литература (794—1185)
Второй период японской литературы носит название Хэйанского, по названию города Хэйан-кё («город мира», современный Киото), куда в 794 г. была перенесена столица империи из Нары. Хэйанский период продолжался с 800 до 1186 г. и считается классическим. Высокий расцвет национальной литературы происходил в связи с влиянием китайской литературы и буддизма. Масса японского народа оставалась ещё в невежестве; литература этого периода — аристократическая, представители её — члены высшего придворного круга. Особенность периода заключается в преобладании женского творчества. Главнейшие произведения этой эпохи написаны женщинами, занимавшими тогда видное и вполне самостоятельное свободное положение. Изящная литература была почти всецело в руках женщин (мужчины изучали китайскую учёность); поэтому характер её — изысканный и семейно-благопристойный, в противоположность порнографической японской беллетристике XVIII и XIX веков.

#### Поэзия

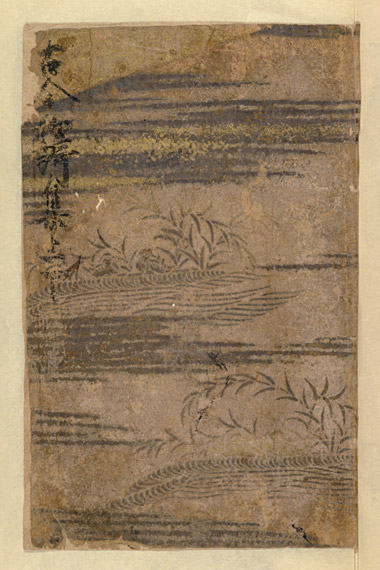
Кокинсю

Поэзия Хэйанского периода представлена сборником «Кокинсю», составленным по поручению микадо Дайго и изданным в 922 году. В нём около 1100 стихотворений, разделённых на такие же рубрики, как в «Манъёсю»; большая их часть — танка. По богатству содержания и достоинствам отдельных стихотворений «Кокинсю» стоит ниже «Манъёсю»; в нём множество танка, написанных на заданные темы при поэтических турнирах и щеголяющих внешней отделкой формы, остроумной игрой слов. Но именно этому сборник «Кокинсю» обязан своей большой популярностью: изучение его в XI веке было обязательно для образованных людей, в особенности для девушек. Впоследствии «Кокинсю» больше подражали, чем «Манъёсю».
Отрывок из Кокинсю:
Я уснул в мечтах о тебе

Поэтому, может быть,

Во сне тебя видел.

Знай я, что это будет продолжаться,

Я не хотел бы пробуждаться
В эту весеннюю ночь,

Ночь бесформенного мрака,

Краски сливовых цветов

Увидать нельзя,

Но может ли быть скрыто благоухание их?
Славу классического Хэйанского периода составляет, однако, не поэзия, а проза, достигшая большой гибкости и богатства, благодаря вошедшим в японский язык китайским словам, и ставшей очень изысканной и художественною.
Одним из первых выдающихся прозаиков этого периода был Ки-но Цураюки, поэт и издатель «Кокинсю» (ум. 946). Его предисловие к «Кокинсю» считается образцовым по стилю, в нём высказываются мысли о происхождении поэзии, о суетности погони за внешними прикрасами, в ущерб глубине и искренности чувств. Цураюки делает обзор поэзии Нарского периода. Язык Цураюки в этих критических этюдах очень образный, поэтичный, часто метко насмешливый.
Другое его произведение — Тоса-никки, путевые заметки, дневник путешествия из Тосы на острове Сикоку, где он занимал 4 года место губернатора в Киото. Дневник с большим юмором описывает бытовые подробности и мелкие обыденные происшествия во время пути, автор подшучивает над пьянством своим и своих спутников при проводах его в Тосу, высмеивает плохие стихи, сочинённые по этому поводу, очень поэтично отмечает грустные эпизоды (смерть молодой девушки), описывает бури и опасные встречи с пиратами.

#### Моногатари

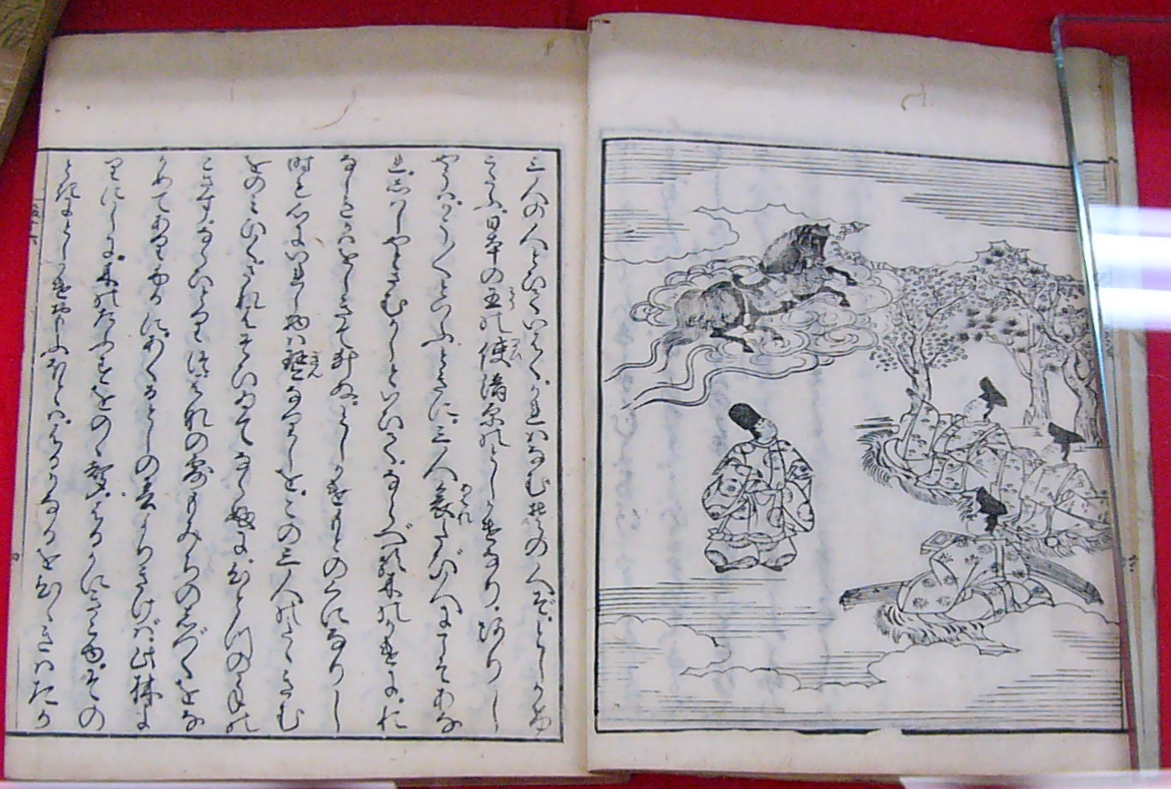
Уцубо-моногатари, издание 1809 года

Главными прозаическими произведениями Хэйанского периода являются так называемые моногатари, то есть рассказы, иногда вымышленные, сказочного характера, иногда исторические или близкие к типу дневников и мемуаров. Иногда моногатари представляют собой сборники коротких отдельных рассказов, связанных общим героем; иногда это большие повести, даже романы. Древнейшими из этого рода произведений считаются Повесть о старике Такэтори и Исэ-моногатари, относящиеся оба к началу X века (между 901 и 922 гг.). Первый из них — сборник фантастических сказок, написанных на японском языке, но заимствованных из китайских источников; мистика носит буддийский характер. Одна из самых поэтичных сказок — о «сияющей девушке» (Кагуя-химэ), вознесшейся на небо после того, как никто из смертных, даже сам император, не смог добиться её руки. Исэ-моногатари — ряд рассказов о приключениях молодого придворного, где наряду с вымышленными любовными приключениями есть описания разных японских провинций, куда ездит герой. Повествование изобилует множеством танка на любовные темы.
Из других произведений этого рода Х-го и начала XI века наиболее известны Уцубо-моногатари, Хамамацу-Тюнагон-моногатари и Ямато-моногатари. Самый знаменитый роман классической эпохи — Гэндзи-моногатари (начала XI в.); автор его — Мурасаки Сикибу, знатная придворная дама из рода Фудзивара, который много веков занимал видное место в Японии и дал целый ряд императоров, государственных деятелей, учёных и писателей. Мурасаки славилась своей учёностью и талантом. Её роман повествует о жизни Гэндзи, сына микадо, и его любимой наложницы, и описывает с изобилием подробностей жизнь аристократического японского общества. Размеры «Гэндзи-моногатари» огромные: роман состоит из 54 томов; одно только генеалогическое дерево действующих лиц (микадо, принцев и принцесс, придворных и т. д.) занимает 80 страниц. Эти размеры объясняются множеством эпизодических рассказов, вкраплённых в повествование.

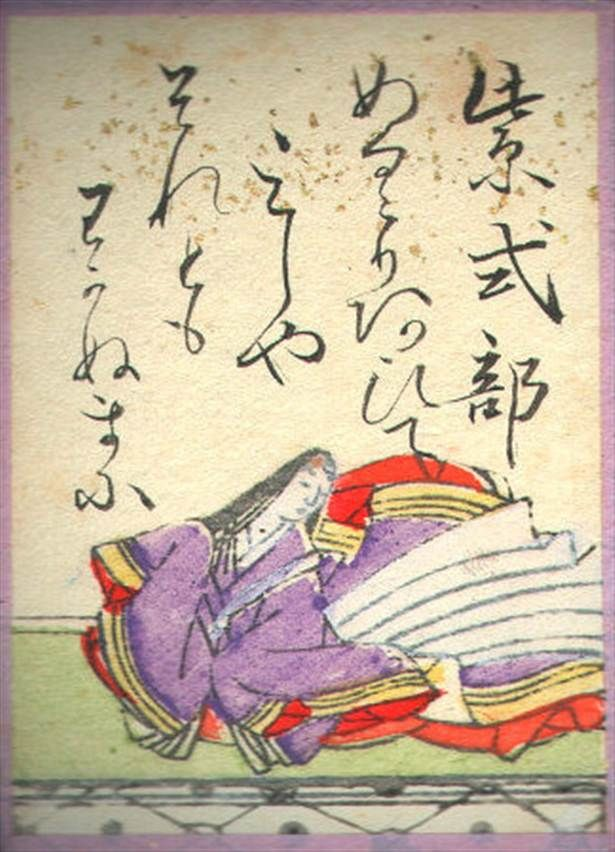
Мурасаки Сикибу

Мурасаки написала ещё дневник «Мурасаки Сикибу никки» (яп. 紫式部日記), пользующийся известностью, но не такой, как её роман.
Наряду с Мурасаки-но-сикибу пользуется славой классической писательницы другая женщина, Сэй-Сёнагон, тоже принадлежавшая к высшему кругу занимавшая должность придворной дамы при императрице. Её «Записки у изголовья» — нечто в роде мемуаров из личной жизни автора, чередующихся с рассказами, описаниями, размышлениями, бытовыми картинками. Стиль «Записок» стал очень популярным в Японии и называется дзуйхицу (следование за кистью). Это бессистемное записывание всего, что приходит в голову: перечисление приятных и неприятных предметов и впечатлений, очерки нравов или личных переживаний, описания природы, мысли об окружающем. «Записки» — лучший образчик дзуйхицу. Это, как и «Гэндзи-моногатари», объёмистое сочинение (12 томов, 6460 страниц) и тоже относится к XI веку. Содержание очень разнообразно и носит бо́льший отпечаток индивидуальности автора, чем эпическое повествование дневника Мурасаки.
Кроме названных моногатари есть ещё множество других, из которых наиболее известны «Удзи-моногатари» (автор его, Минамото-но Такакуни, ум. в 1077 году), сборник народных поверий и легенд, и Сагоромо-моногатари и Сарасина-Ники (описание путешествий), оба написаны женщинами. Все эти романы, повести и сказки свидетельствуют о высоком развитии реалистического творчества и дают ценный материал для изучения культуры и нравов Хэйанского периода.

#### Исторические хроники
К разряду моногатари принадлежат, наряду с беллетристикой, и исторические труды. Среди последних — «Эйга-моногатари» (яп. 栄花物語) и «Окагами» (яп. 大鏡). «Эйга-моногатари» относится к концу XI века, состоит из 40 книг и охватывает историю Японии за два столетия (до 1088 г.). Это не история страны в широком смысле, а подробное жизнеописание Фудзивары-но Митинага (Эйга-моногатари значит «сказание о славе»), главного министра при трёх императорах, и его сыновей Ёримити и Норимити, унаследовавших власть отца. Рассказ ведётся в стиле вымышленных моногатари, со множеством романтических эпизодов, анекдотов и танка, сохраняя, тем не менее, документальное значение. «Окагами» (то есть «великое зеркало», зеркалом, или кагами яп. 鏡, назывался всякий исторический труд) состоит из 8 томов и представляет собой историю 14 царствований, от микадо Монтоку, вступившего на престол в 851 г., до Го-Итидзё, ум. в 1036 г. Автор «Окагами» — Тамэнари (из семьи Фудзивара), дворцовый управляющий при императоре Сутоку (1124—1141), ставший потом буддийским монахом. Содержание «Окагами» состоит из сухого перечисления биографических дат относительно каждого микадо, анекдотов, танка и жизнеописаний важнейших государственных деятелей, рассказанных с вымышленными романтическими подробностями.
Как исторические документы, оба эти труда служат дополнением к ещё более сухим историческим хроникам на китайском языке. Особенность обоих произведений — большое влияние буддизма на их авторов. Помимо «Окагами», известны также следующие исторические труды: Имакагами (яп. 今鏡 зеркало современности), Мицукагами (яп. 水鏡 водное зеркало) и Масукагами (яп. 増鏡 чистое зеркало) — все они вместе называются сикё (яп. 四鏡 четыре зеркала) или кагамимоно (яп. 鏡物). К той же эпохе относится несколько исторических и справочных сочинений на китайском языке: «Синсэн сёдзироку» (яп. 新撰姓氏録, «Вновь составленные списки родов», изд. в 815 г.) — генеалогия 1182 дворянских семей; Энгисики (яп. 延喜式) — уложение эры Энги (яп. 延喜, 901—923), закончено в 927 г., содержащее ритуал синтоистских богослужений, молитвы (норито), а также описание административного строя, обязанностей чиновников и т. д.; Вамё Руйдзюсё — китайско-японский словарь, составленный Минамото-но Ситаго (911—983).

### Средневековая литература (1185—1603)

#### Камакурский период (1186—1332)

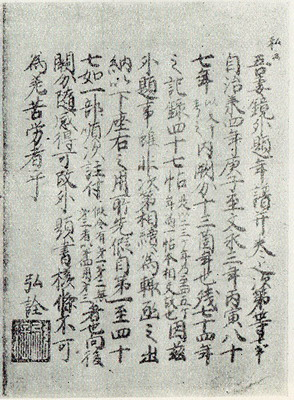
— японская средневековая хроника, описывающая период с 1180 до 1266 годы

Хэйанский период расцвета японской литературы сменился веками упадка художественного творчества, под влиянием изменившегося государственного строя. Власть микадо, поддерживавшая праздность интеллектуально развитых царедворцев, мужчин и женщин, создавших утончённую изящную литературу, сменилась господством военного сословия — сёгунов. Резиденция микадо, Хэйан-кё, перестала быть центром культурной жизни. С тех пор роль фактической столицы выполняли постоянно менявшиеся местопребывания сёгунов, захватывавших власть в свои руки, пока в конце XII века Минамото-но Ёритомо не утвердил сёгуната в Камакуре, что было началом Камакурского периода японской литературы (1186—1332). После семьи Ёритомо судьбами Японии управляла семья Ходзё, члены которой были не сёгунами, а сиккэнами, помощниками сёгунов; но их сила была такова, что и императоры, жившие в Киото, и сёгуны, продолжавшие жить в Камакуре, только номинально пользовались своими титулами и фактической власти не имели.

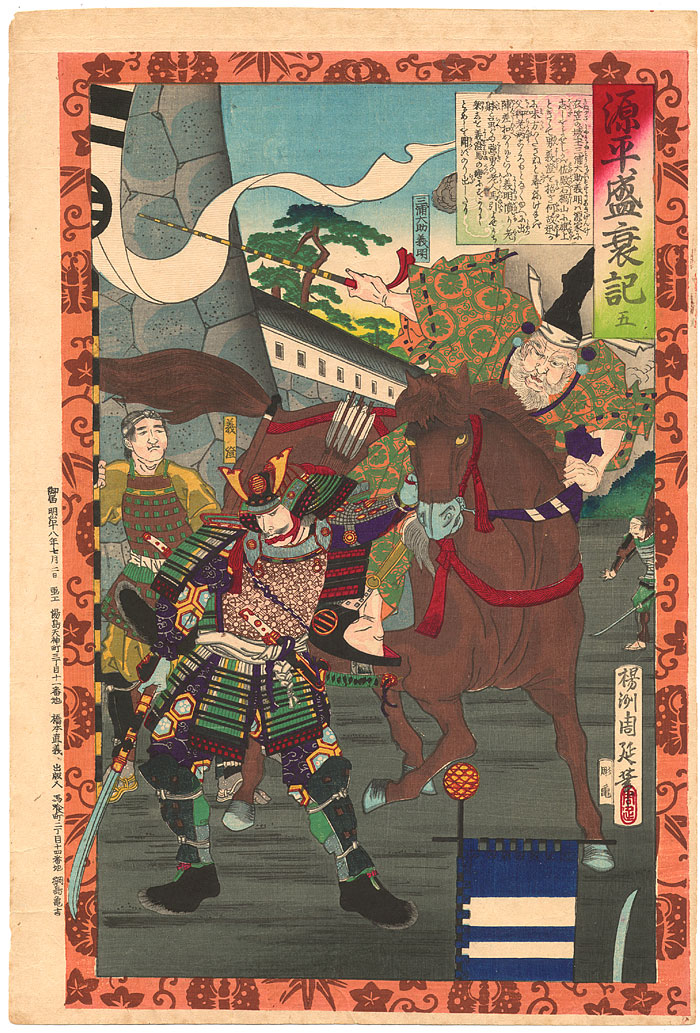
Миура Дайсукэ Ёсиакэ (1093—1181) верхом на коне близ замка Кинугаса (иллюстрация к «Гэмпэй Сэйсуйки» кисти Тоёхары Тиканобу).

Характерные черты эпохи сёгуната: рост влияния буддизма, сосредоточение учёности в руках монахов, воинственный и более грубый характер литературы, так как монахи, приверженцы сёгунов, часто брались за оружие и участвовали в гражданских распрях. Женщин почти нет среди писателей этого периода; поэзия и романы в пренебрежении. Среди литературных произведений Камакурского периода преобладают исторические сочинения и мемуары; большая их часть относится к началу периода; позже литературная деятельность страны все более падала. Одно из первых сочинений этого рода — «Гэнпэй Дзёсуйки» или «Гэмпэй Сэйсуйки» (яп. 源平盛衰記), история возвышения и падения двух аристократических родов, Гэндзи и Хэйкэ, во второй половине XII века. 48 книг этой истории охватывают период от 1161 до 1185 г. и написаны в духе шекспировских хроник; историческая истина перемешана с вымыслом, с риторическими прикрасами, рассуждениями, выдуманными речами государственных деятелей, описаниями сражений в героическом стиле, молитвами, заклинаниями, танка и т. д. Автором «Гэмпэй Сэйсуйки» считается Хамуро Токинага (яп. 葉室時長), которому приписываются также два других произведения: «Хогэн-Моногатари» (яп. 保元物語) (рассказ о междоусобиях в Киото в 1157 г. из-за спора о престолонаследии) и «Хэйдзи-моногатари» (яп. 平治物語) (где говорится о возобновлении той же борьбы в 1159 г.). Повесть о доме Тайра неизвестного автора — подражание «Гэмпэй Сэйсуйки»; повторяются те же события, с добавлением новых патриотических, благочестивых или драматических прикрас. Особенность этого произведения в том, что язык повествования приспособлен к пению бива-бодзу (бивских бонз), что увеличило его популярность.
Гораздо выше стоит другое произведение этого времени — «Ходзёки» (1212 г.), мемуары поэта Камо-но Тёмэя. Он был блюстителем синтоистского храма, но, огорчённый отказом в повышении, стал отшельником и написал в уединении свои мемуары, которые ценятся за превосходный стиль. Название его книги, «Ходзёки», указывает на отшельничество автора (ходзё — 100 квадр. футов — размер хижины Тёмэя: ки — запись). Наиболее интересны в «Ходзёки» описания пожара в Киото в 1177 г. и землетрясения 1185 г., а также мысли автора об отшельничестве и буддизме и любопытное описание его собственной простой жизни в уединении, радующей его своей свободой и углублением в красоты природы и религии. Характер «Ходзёки» чисто буддийский.
От Камакурского периода осталось много других дневников и путевых очерков. «Идзаёи никки» написан знатной вдовой из семьи Фудзивара, Абуцу, принявшей буддийские обеты. Она описывает путешествие в Камакуру, в очень сентиментальном тоне. «Бэн-но-найси-никки» (яп. 弁内侍日記, べんのないしにっき), дневник японской поэтессы Бэн-но Найси (яп. 弁内侍) о событиях между 1216 и 1252 гг. Поэзия Камакурского периода заключается, как и раньше, в сочинении танка, уступающих, однако, прежним, Составлялись антологии (из 100 стихотворений 100 различных авторов), под названием Хякунин иссю. Первая из них (сборник танка от VII до XIII веков) составлена в 1235 г. Садаиэ, членом семьи Фудзивара.

#### Периоды Намбокутё и Муромати
Следующие два периода японской литературы связаны с раздорами между сёгунами и их регентами (сиккэнами) с одной стороны и императорами с другой.

Китабатакэ Тикафуса

Первый из них — период Намбокутё (1336—1392), то есть «южный и северный дворы», названный так потому, что тогда царствовали одновременно два императора: один, ставленник сёгунов, в Киото, другой — в провинции Ямато. Второй период, Муромати (1392—1603), назван по городу в провинции Киото, где окрепла новая династия сёгунов из рода Асикага, власть которых была выше императорской, сосредоточившейся опять в одних руках при микадо Комацу, в 1392 г. Оба эти периода считаются тёмными веками в литературе. Одним из выдающихся писателей XIV века был Китабатакэ Тикафуса (яп. 北畠親房, 1293—1354), влиятельный государственный человек и приверженец микадо Го-Дайго. Его главное произведение — «История истинного преемства божественных царей» (яп. 神皇正統記 Дзинно Сётоки), написанное в защиту прав южного двора, содержит (в 6 книгах) философскую теорию политического строя Японии и полумифическую, полудостоверную историю Японии, вплоть до событий, в которых сам автор принимал участие. Изложение сухое, литературное значение книги слабое, но политическое её влияние было очень велико; она содействовала укреплению власти микадо. Другое произведение Тикафусы — «Гэнгэнсю» (в 8 книгах), изложение главнейших синтоистских мифов.
Другое знаменитое произведение этой эпохи — «Повесть о великом мире» (яп. 太平記 Тайхэйки), история сёгуната со времени основания его Ёритомо в 1181 г. и событий от вступления на престол микадо Го-Дайго (1319) до конца царствования Го-Мураками в 1368 г. Это история одного из самых бурных периодов японской истории беспрерывных распрей, интриг и жестокостей. Первоначальное название книги было другое: «Анки-юрайки» («Запись о причинах мира и опасности») или «Кокка-тиранки» («Запись о мире и беспорядках в государстве»). Прежде «Тайхэйки» считалось сочинением нескольких жрецов, писавших по поручению микадо Го-Дайго, но есть основания полагать, что автор его — монах Кодзима-хоси (ум. 1374). Книга носит отпечаток творчества одного лица. Характер «Тайхэйки» скорее беллетристический, стиль риторический, испещренный китайскими словами, намеками и цитатами. «Тайхэйки» обнаруживает также сильное влияние буддизма и знание буддийской теологии. Язык книги более прост по конструкции, чем язык Хэйанского периода, обогащён китайскими словами и служит основой для новейшего литературного стиля. «Тайхэйки» пользуется популярностью до сих пор; существуют особые профессиональные чтецы этого памятника национального прошлого.

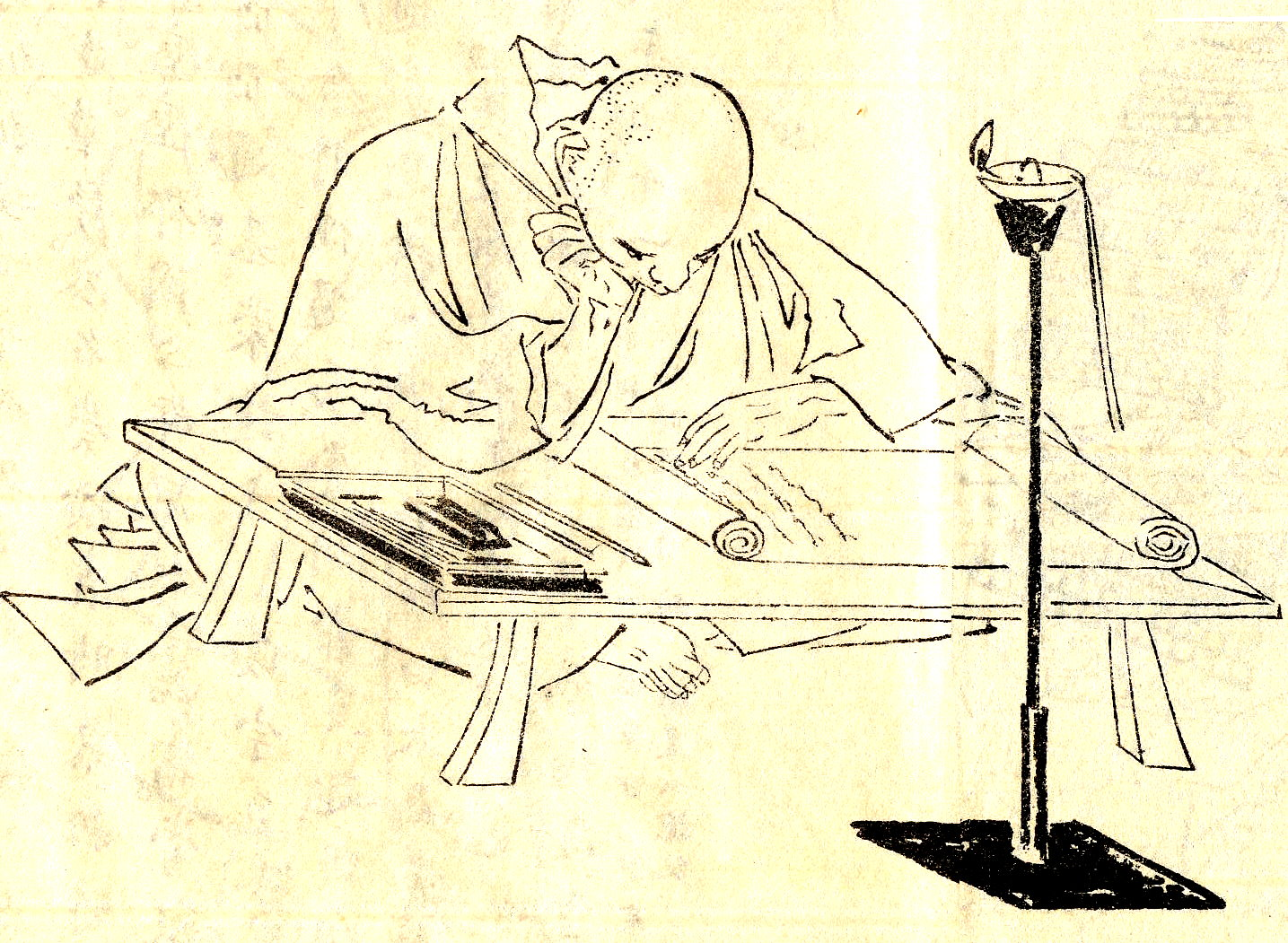
Ёсида Кэнко

В эту эпоху писал и Ёсида Кэнко, член знатной семьи, придворный, ставший потом буддийским монахом; он умер в возрасте 68 лет в 1350 г. Его главное произведение — «Наброски от скуки» (яп. 徒然草 Цурэдзурэгуса), сборник мыслей и поучений, восхвалений буддизма, святости и отшельничества, наряду с мудрыми житейскими правилами и прославлением мирских утех. Кэнко отличался широким свободомыслием и соединял (в литературе, как и в жизни) вкусы грешного мирянина с благочестивыми порывами буддиста.
Поэзия этого периода представлена, кроме обычных танка, появлением нового жанра — но, то есть лирических драм, с музыкой и мимическими танцами. Содержание их почерпнуто из буддистских и синтоистских преданий; основные мотивы — благочестие, патриотизм, военная храбрость. Текст сочинялся буддийскими монахами, а музыка, танцы и постановка — актёрами, которые и считались авторами пьес. Конструкция всех но одинаковая: входит жрец, называет себя и объявляет, что отправляется в путешествие. Потом он появляется у какого-нибудь храма, или на поле сражения и т. п., и появляющийся дух рассказывает ему местную легенду и говорит, кто он. Пьесы очень коротки, занимают страниц 6-7 в печати и исполняются не более чем в час времени. Действующих лиц 5 — 6, иногда только 3, затем несколько музыкантов и хор. Первые пьесы но написаны были в XIV веке; большая их часть относится к XV веку.

### Литература раннего нового времени (1603—1868)
Период Муромати сменился в японской литературе временем расцвета художественного творчества и всех отраслей науки — периодом Эдо (1603—1867), охватывающим время от основания Токугавой Иэясу сёгуната Токугава и перенесения им своей резиденции в Эдо (отсюда и название) до восстановления власти микадо и начала европейского влияния на духовную жизнь Японии. Иэясу усмирил междоусобицы даймё, подчинил их своей власти (при сохранении номинальной власти микадо) и положил начало твердому феодальному строю, при котором Япония процветала во всех сферах жизни общества. Литература периода Эдо отличается тем, что перестала быть монополией высших классов и стала доступной всей народной массе, что отчасти понизило прежнюю утончённость вкуса; вместе с распространением книгопечатания (оно существовало в Японии с VIII века, но только при сёгунате Токугава введён был — по корейским образцам — подвижной шрифт и сильно возросло печатание книг) в Японии распространилась грубая порнографическая литература. Другая характерная черта этой эпохи — упадок буддизма и распространение конфуцианства, чья позитивная мораль гармонично сочеталась с национальным рационалистическим характером японцев.
Одно из самых ранних произведений периода Эдо — «Тайкоки» (яп. 太閤記, 1625 г.; автор неизвестен), история регента (тайко) Тоётоми Хидэёси, рождение и жизнь которого приняли в воображении народа легендарный характер и окружены были чудесами.

#### Кангакуся
Наиболее известные японские писатели XVII веке принадлежали к так называемым кангакуся, то есть распространителям кангаку (яп. 漢学 ханьское учение) — китайской философии (конфуцианства), китайской литературы и науки. Во главе кангакуся стоял учёный Фудзивара Сэйка (англ. 藤原惺窩, 1561—1619), ознакомившийся с китайской философией по комментариям Чжу Си на учение Конфуция и пропагандировавший её в «Кана-Сэйри» — сочинении, оказавшем огромное влияние на литературу и идейную жизнь периода Эдо.

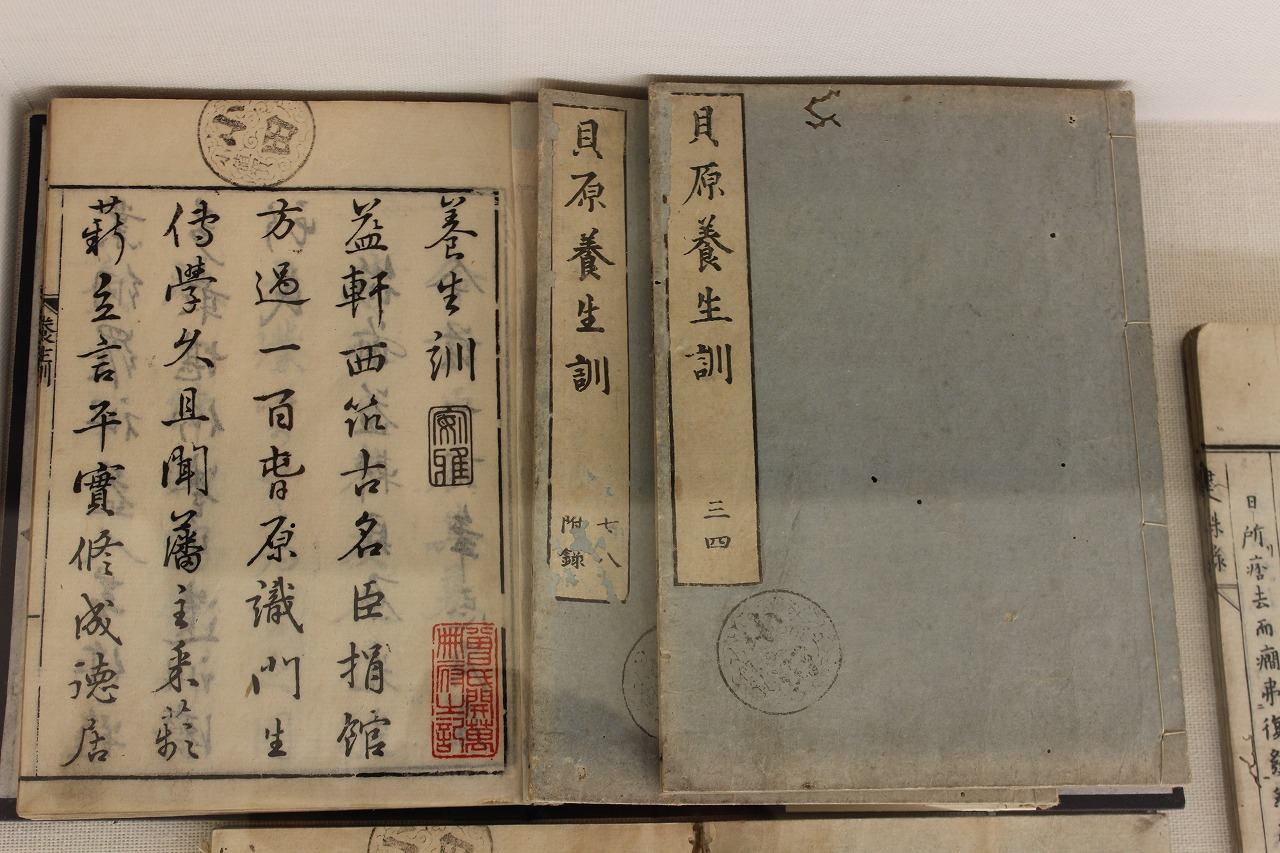
«Ёдзёкун» Каибары Эккэна

Под влиянием китайского учения этика вытеснила религиозные идеи, добродетель считалась естественной потребностью человека, соответствием гармоничному устройству природы; идеалом нравственного совершенства признавалась лояльность, беззаветная преданность феодальному господину, повиновение сына отцу, жены мужу, долг мести за властелина (также сыновей за отца), учтивость и церемонность, входившие в понятие о чести и т. д. Самопожертвование подчиненных во имя интересов властителя считалось самым священным долгом; литература этого периода полна рассказов о самураях, добровольно убивавших своих детей и себя, чтобы спасти жизнь сёгуна или его наследника или отмстить за них. Выработалась особая этика самоубийства (харакири) как выражение лояльности или средство мести обидчику. В семье женщина утратила прежнее самостоятельное положение; идеалом женской добродетели сделалась покорность мужу и почтительность. Этот кодекс морали, в связи с полным упадком религиозного и мистического чувства, укреплялся в народе путём литературного влияния кангакуся и выработал национальный характер японцев: выдержанность гражданского долга, лояльность, храбрость, доходящую до полного презрения к собственной жизни, и рассудочность.
Вслед за Фудзиварой Сэйка выдвинулись другие кангакуся: Хаяси Радзан (1583—1657), автор 170 трактатов схоластического или морального характера, мемуаров, исторических очерков и т. д.; его сын Хаяси Гахо (яп. 林 鵞峰, 1618—1680), автор труда «Обзор императорских правлений в Японии» (яп. 日本王代一覧 Нихон одай итиран); Каибара Эккэн (яп. 貝原 益軒, 1630—1714 гг.), плодовитый писатель, писавший на общедоступном языке, без излишней риторики, фонетической азбукой, и потому доступный читателям всех классов; главное его сочинение — «Ёдзёкун», трактат о воспитании.

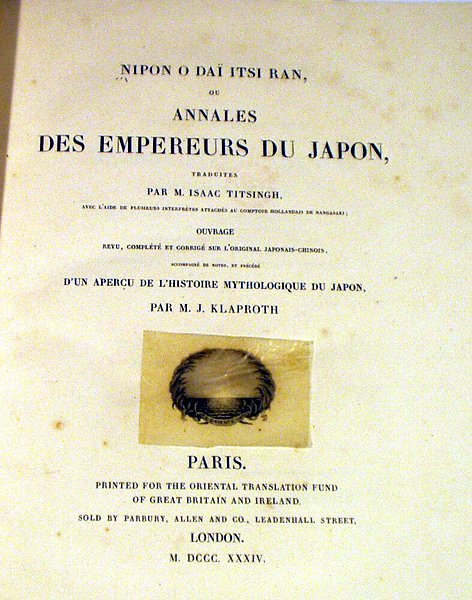
Издание «Нихон одай итиран» на французском языке, перевод Исаака Титсинга, 1834 год.

Самый знаменитый из кангакуся — Араи Хакусэки (1657—1725 г.), написавший весьма интересную автобиографию «Записки сломанного хвороста», «Генеалогию ханов» (1701 г. — история японских даймё с 1600 по 1680 г., в 30 томах), и «Приложение для исторических чтений» (1712 г. — обзор японской истории за 2000 лет). В книге «Записи об услышанном с Запада» Хакусеки рассказывает о своем знакомстве с итальянским миссионером патером Сидотти, арестованным за пропаганду христианства в 1708 г. и умершим в тюрьме. Этот рассказ интересен изложением взглядов автора на христианство, которое ему, как убеждённому рационалисту, кажется безумным. Хакусэки написал ещё много других сочинений по экономическим вопросам, об искусстве, об уголовном праве, археологи и географии, японский словарь и т. д.
Другой известный кангакуся — Муро Кюсё (яп. 室鳩巣, 1658—1734), гонитель буддизма, защитник жизненной философии и морали в духе конфуцианства. Его главное произведение — «Сюндай Зацува», ряд поучений.

#### Поэзия и беллетристика
Наряду с философской и учёной литературой в XVII веке процветали беллетристика и поэзия, дававшие материал для чтения образованному сельскому и городскому населению низших классов (купцам, ремесленникам, крестьянам). Появилось много романов (самые известные — «Мокудзу-моногатари», «Усуюки-моногатари», «Ханносукэ-но-соси»), рассказов и очерков, большей частью непристойного содержания (самый известный их автор — Ихара Сайкаку). Процветала литература детских сказок (самая популярная — «Нэзуми-но-ёмэири» (яп. 鼠の嫁入り), выход замуж крысы, написана около 1661 г.); сильно развилась народная драма. Самый знаменитый драматург того времени — Тикамацу Мондзаэмон, пьесы его хаотичны, неправдоподобны, но в их дикости, богатстве выдумки, грубости есть своеобразная сила. Пьесы его разделялись на исторические (дзидаймоно) и драмы из жизни и нравов (севамоно). Лучшая из его драм — «Битвы Коксинги» (битвы Кокусэнъи, знаменитого пирата), написанная в 1715 г.

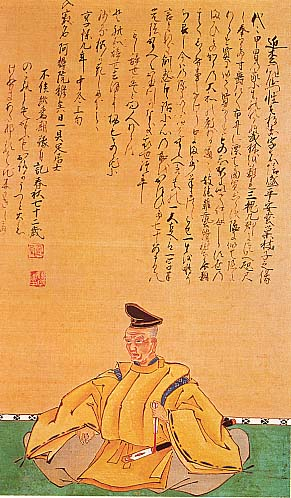
Тикамацу Мондзаэмон

Поэзия XVII века представлена многочисленными хайку (танка из 3 стихов, вместо 5), самым прославленным автором которых был Мацуо Басё (1643—1694 г.).
Другой вариацией танка были кёка (сумасшедшая поэзия) — вульгарно комические стихотворения, злоупотреблявшие игрой слов и всяческими остротами (сорэ). В XVIII в. ученая и философская литература кангакуся стала приходить в упадок; представители её доходили до крайностей в своем увлечении всем китайским и совершенно пренебрегали японским языком, на котором писалась только беллетристика. В этой области сильно расплодилась порнографическая литература, распространяемая книгоиздательской фирмой «Хатимондзия» (яп. 八文字屋 дом 8 иероглифов). Её владелец Хатимондзия Дзисё (яп. 八文字屋自笑) был одновременно и писателем. Ему и его сотруднику, писателю Эдзиме Кисэки (1663—1736) принадлежит множество произведений такого рода, подписанных именами их обоих. В издании «Хатимондзия» вышло более 100 книг, повестей, рассказов и очерков непристойного содержания; наиболее известны: «Кэйсэй-кинтанки» (1711; кощунственные и грязные насмешки над буддизмом, очень талантливые по юмору), «Оядзи-катаги» («Портреты стариков»), «Мусуко-катаки» («Портреты золотой молодежи»). Фирма «Хатимондзия» существовала до конца XVIII века; другие фирмы также издавали сярэбон (остроумные книги), до того циничные, что в 1791 г. они были запрещены правительством. Книги эти, несмотря на все свои недостатки, отличались искромётным юмором, богатством выдумки, реалистически изображали нравы своего времени.
Из беллетристических произведений другого характера выдается «Васобёэ» (1774), который по сюжету напоминает «Гулливера». Драма XVIII века представлена главным образом произведениями ученика Тикамацу, Такэда Идзумо (1691—1756), писавшего в сотрудничестве с 5 — 6 другими авторами. Главные произведения — «Тюсингура» (повесть о верных вассалах, 1748) и драма о судьбе, «Сугавара-но-Митидзанэ». Драмы Такэды Идзумо более естественны и просты, но менее поэтичны, чем драмы его учителя.

#### Вагакуся

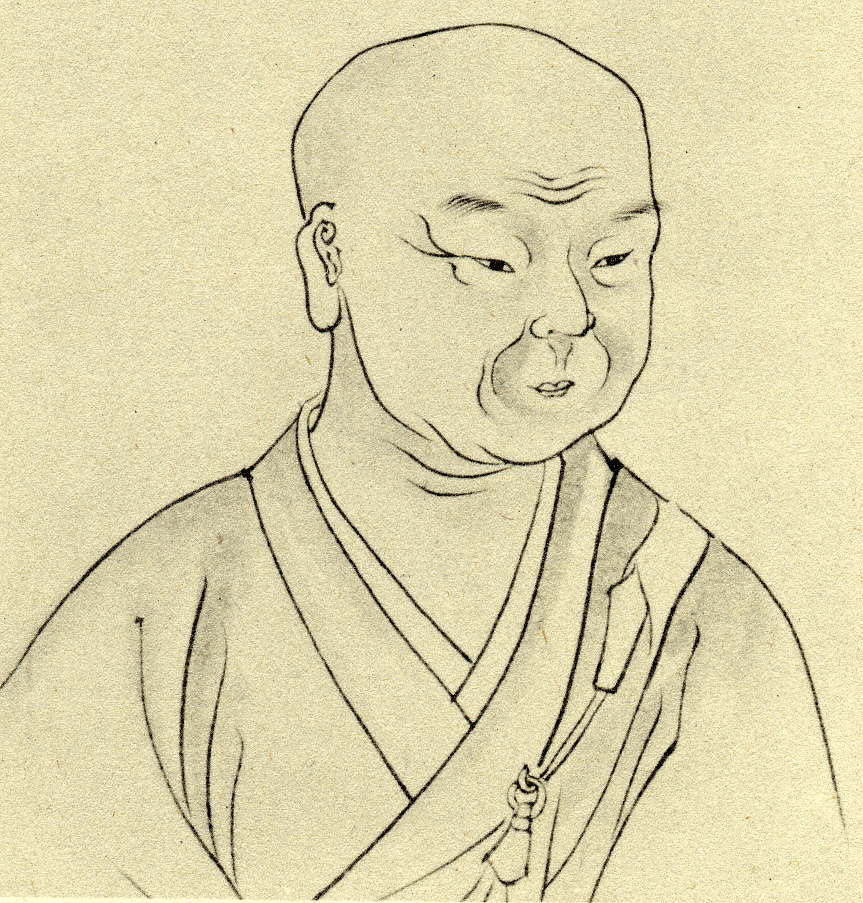
Кэйтю

Противовесом увлечению Китаем явились в XVIII веке исследователи японской старины, вагакуся (другое название — кокугакуся, или кокукагуха). Начало изучению национального прошлого положил сёгун Токугава Иэясу; его дело продолжал его внук, даймё Токугава Мицукуни (яп. 徳川 光圀, 1628—1701), основывавший библиотеки, покровительствовавший учёным. По его указу была составлена история Японии на китайском языке, «Дай Нихон си». Известнейшие вакагуся XVIII века: буддийский жрец Кэйтю (яп. 契沖, 1640—1701), автор «Манъё Дайсёки» (яп. 万葉集大匠記), «Кокин Ёзайсё» (сборник старых и новых материалов), исследований о классической литературе и т. д., Китамура Кигин (яп. 北村季吟); Када-но Адзумамаро (яп. 荷田春満, 1669—1736); Камо-но Мабути (яп. 賀茂真淵, 1697—1769), профессор, автор множества комментариев к древним произведениям; самый знаменитый вакагуся Мотоори Норинага (1730—1801), плодовитейший учёный и писатель. Главное его произведение — «Предание Кодзики» (яп. 古事記伝 кодзикидэн), толкование Кодзики, священной книги синтоизма. В этой книге Мотоори ведёт резкую полемику против китайского влияния и превозносит всё японское. «Кодзикидэн» — начало реакции против китайских идей, во имя японской самобытности. Перу Мотоори принадлежат также «Исоно-ками-сисюку» (трактат о поэзии), «Гёдзин-гайгэн» — критика китайской философии, «Плетёная корзина» (яп. 玉勝間 15 том., изд. после смерти Мотоори в 1812 г.) и собрание «Судзу поясю», дающее драгоценный материал для изучения синтоистской древности.

#### Научная литература

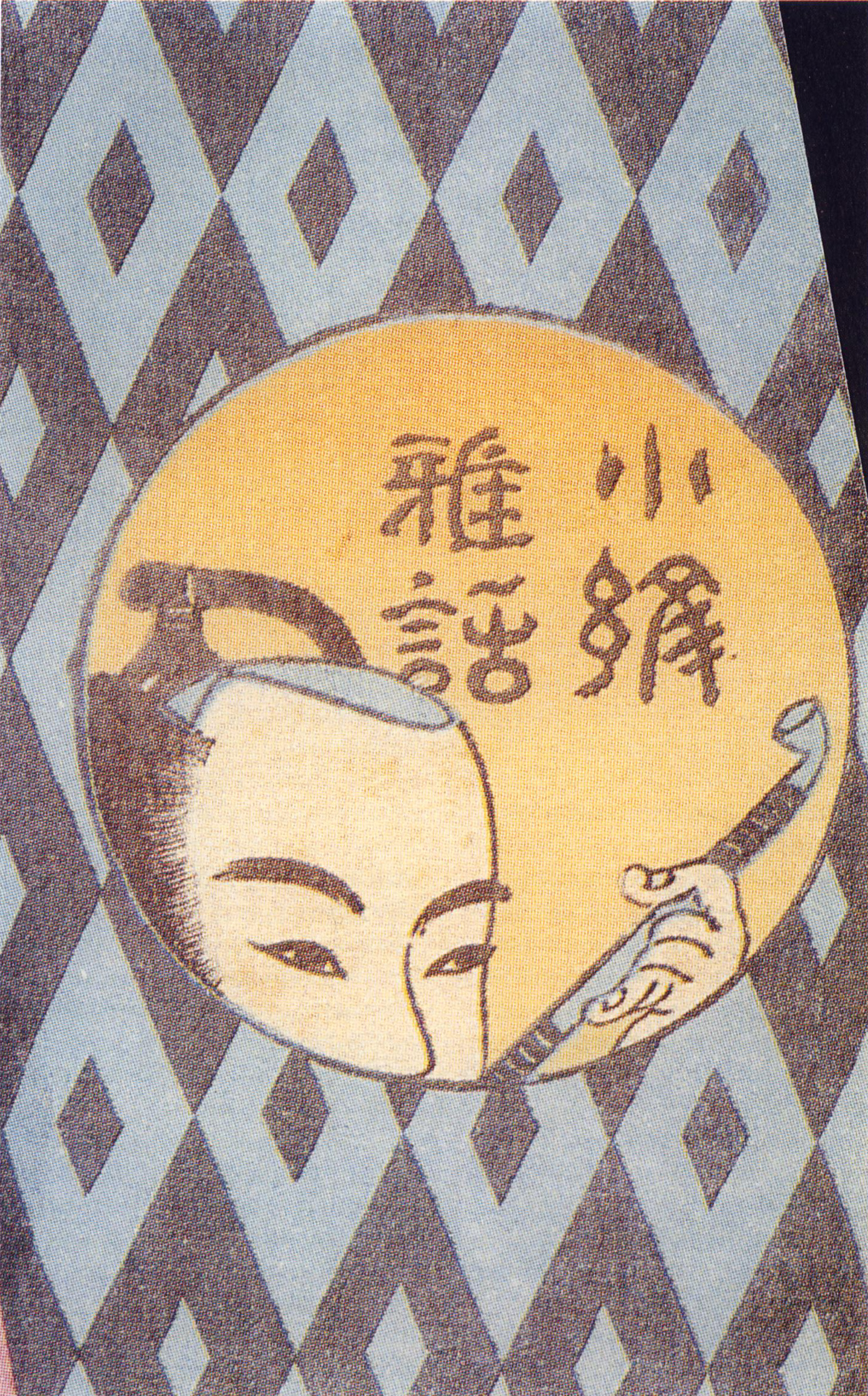
Обложка книги Санто Кёгэна, издание 1790 года

Научная литература представлена богословскими трудами Хираты Ацутанэ (яп. 平田 篤胤, 1776—1843), ученика Мотоори, сочинениями Охаси Даюндзо, ярого и невежественного противника европейской науки, сочинениями кангакуся и буддийских ученых. В беллетристике впервые появились романы и повести не на исторической основе, как моногатари прежних веков, а на вполне вымышленные фабулы. Первый писатель в этом роде — Санто Кёгэн (яп. 山東 京伝, 1761—1816), а наибольшей славой пользуется Кёкутэй Бакин (яп. 曲亭 馬琴, 1767—1848), плодовитый автор, поражавший современников эрудицией и богатством фантазии. Самое знаменитое его произведение — «Хаккэндэн»; менее заметны «Юмихари-дзуки» («Молодая луна»), «Мусобёэ-катёмоногатари» и другие, большей частью аллегорические произведения.
Романисты — современники Бакина: Рютэй Танэхико (1733—1842), Сакитэй Самбо (1775—1822), Дзиппэнся Икку и др.

### Современная литература (1868—1945)
Период после падения власти сёгунов и восстановления власти императора в японской литературе носит название Токийского, по названию резиденции микадо (императора), перенесённой в Токио из Киото в 1869 г. Характерная черта этого периода — возрастающее влияние европейских идей, которое началось с пересмотра законов, заимствования всех технических усовершенствований европейского Запада, изучения европейских языков — в особенности английского, быстрого роста образования, создания армии и флота, железных дорог и т. д. Японская молодежь стала ездить в Европу на учёбу, в особенности медицину; в Токио была основана школа иностранных языков.

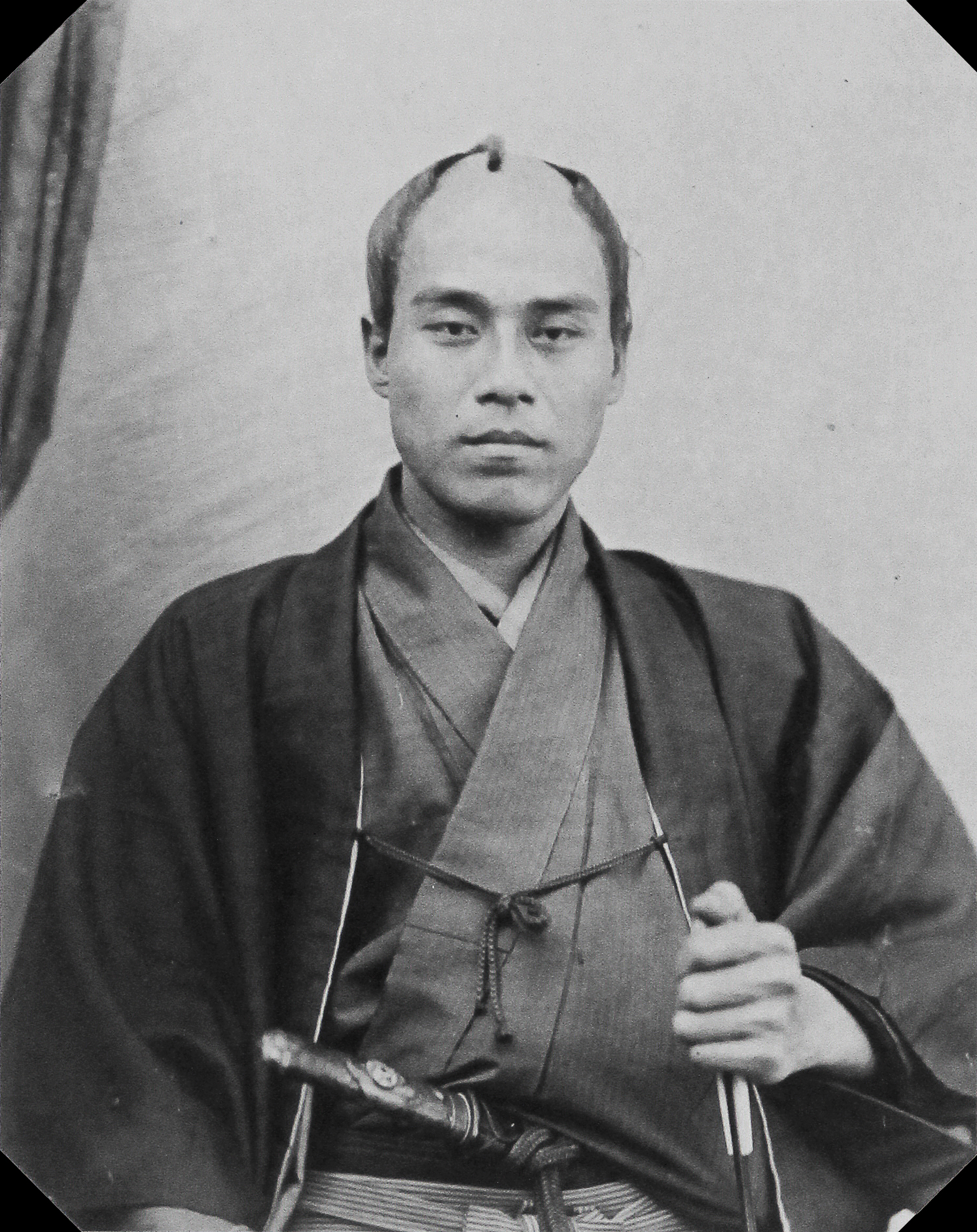
Фукудзава Юкити

В литературе жажда реформ и стремление сравняться с европейской культурой выразились прежде всего в многочисленных переводных и оригинальных произведениях, знакомивших с европейской наукой и жизнью. Один из выдающихся писателей, пропагандировавший европейские идеи — Фукудзава Юкити, автор книги «Положение дел на Западе». Около 1879 года стали появляться многочисленные переводы западноевропейских романов, а затем началось обновление и национального художественного творчества. Оно выразилось, прежде всего, в реакции против искусственности, неправдоподобности и дурного тона прежних любимцев публики, Кёкутэя Бакина и др. Цубоути Сёё первый резко выступил против Бакина в «Сущности романа» (1885), потом основал журнал «Васэда-бунгаку», где проповедовались европейские литературные принципы, и написал реалистический роман «Нравы студентов нашего времени» (1886). Будучи одним из новаторов современного японского театра — сингэки (яп. 新劇 новая драма), написал для него первую оригинальную пьесу «Пилигрим» (1916, пост. 1926).
Судо Нансуи (яп. 須藤南翠, 1857—1920), автор политических романов прогрессивного направления, знаток европейской литературы и истории. В романе «Дамы нового типа» (1887) он рисует утопическую картину будущей Японии, стоящей на высоте культурного развития. Героиня — идеал эмансипированной женщины, деятельница женских клубов, отстаивающих права женщин, а по профессии — молочница (японцы до вестернизации не употребляли молока в пищу); она выходит замуж за политического деятеля, который венчается во фраке и продевает в петлицу цветок флёрдоранжа. Роман написан прекрасным языком и имел успех у критиков.

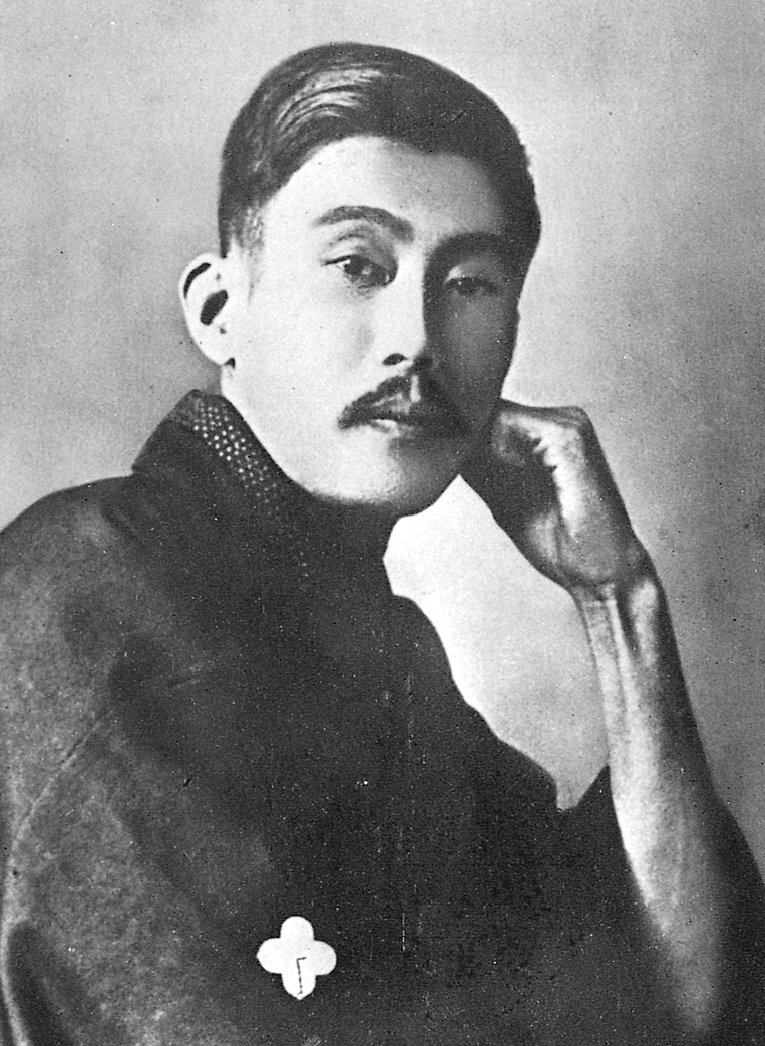
Одзаки Коё

Один из самых популярных и плодовитых японских романистов того времени — Одзаки Коё (яп. 尾崎 紅葉, ум. в 1903 году). Получил известность его роман «Много чувств, много горя» (1896), описывающий горе неутешного вдовца. Он написан разговорным языком, в котором чувствуется влияние английского. Англо-китайско-японские слова теперь в большом ходу в Японии и составляют лексикон японской прессы.
Другой известный писатель современной Японии — Кода Сигэюки (яп. 幸田 成行, псевд. Рохан), автор исторического романа «Хигэ Отоко» (яп. ひげ男, 1896), описывающего бедственное положение в Японии до установления сёгуната Эдо.
В японской поэзии на рубеже веков предпринимались попытки отступить от прежних форм монотонных танка и создать новый тип стихов, пользуясь принципами европейской поэзии. В этом направлении работали профессора Токийского университета Тояма Масакадзу (яп. 外山正一), Ятабэ Рёкити (яп. 矢田部良吉) и Иноуэ Тэцудзиро (яп. 井上哲次郎). Они издали вместе в 1882 году книгу «Антология нового стиля» (яп. 新体詩抄 Синтайсисё), где, отказавшись от танка, пропагандировали новые типы тёка (длинных стихотворений), приспособленных к современным требованиям, то есть написанных не старым языком, непригодным для выражения новых идей и чувств, а обыкновенным книжным языком, который считался прежде слишком вульгарным для серьёзной поэзии. Чередование 5- и 7-сложных строк было сохранено, но стихотворения теперь делятся, по примеру европейской поэзии, на строфы равной длины. В выборе тем и в общем характере новой поэзии было видно непосредственное влияние европейских образцов. Предпринимались безуспешные попытки рифмованных стихов на японском. В «Синтайсисё» 19 стихотворений, из которых большая часть переводных (с английского) и только 5 оригинальных: оды на времена года, военная песнь и стихи, обращенные к статуе Будды в Камакуре. Высказанные издателями принципы вызвали оживленные споры и создали школу поэтов нового направления; самый выдающийся из них — романист Ямада. Японская поэзия начала XX века окончательно забросила прежние формы маленьких танка и хайку; пишутся большей частью мечтательные стихотворения, более длинные и расплывчатые, как видно напр. из сборника «Ханамомидзи» (цветы и осенние листья), вышедшего в 1898 году.

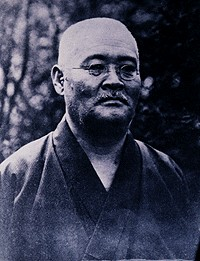
Таяма Катай

Романтизм в японской литературе появился с «Антологией переводных стихов» (1889 г.) Мори Огая и достиг своей вершины в творчестве Тосона Симадзаки и других авторов, печатавшихся в журналах «Мёдзё» (яп. 明星 утренняя звезда) и «Бунгакукай» в начале 1900-х годов. Перу Мори Огая принадлежат также некоторые романы, в том числе «Танцовщица» (1890), «Дикий гусь» (1911) и исторические повести «Предсмертное письмо Окицу Ягоэмона» (1912), «Семейство Абэ» (1913) и др. Нацумэ Сосэки, которого часто сравнивают с Огаем, — автор сатирического романа «Ваш покорный слуга кот» (1905), затем воспел юность в работах «Боттян» (букв. «Мальчуган», 1906) и «Сансиро» (1908). В более поздних работах он изучал трансцендентность человеческих чувств и эгоизм: «Сердце» (1914) и его последний и неоконченный роман «Свет и тьма» (1916).
Первые натуралистические произведения — «Нарушенный завет» Тосона Симадзаки (1906) и «Постель» Таямы Катая (яп. 蒲団, 1907). Последнее произведение положило начало новому жанру «ватакуси сёсэцу», или эгобеллетристике — писатели отходят от социальных проблем и изображают свои собственные психологические состояния. Неоромантизм зародился как антитеза натурализму в творчестве писателей Кафу Нагаи, Дзюнъитиро Танидзаки, Котаро Такамуры, Хакусю Китахары и получил развитие в начале 1910-х годов в работах Санэацу Мусянокодзи, Наои Сиги и др. Автобиографический и «самокопательный» стиль Сиги был иногда классифицируется как «ватакуси сёсэцу». Акутагава Рюноскэ, который был высоко оценён Сосэки, писал направленные рассказы интеллектуального и аналитического направления, в том числе «Расёмон» (1915), и представлял неореализм в середине 1910-х годов.
Значительное влияние на японцев в то время оказала и русская литература — известность получила литературная группа «Сиракаба» (букв. «Белая берёза»), члены которой восхищались творчеством русских писателей, прежде всего Льва Толстого.
В течение 1920-х и начале1930-х годов процветало пролетарское литературное движение, включавшее в себя таких писателей, как Инэко Сата, Такидзи Кобаяси, Куросима Дэндзи и Юрико Миямото. Они писали о суровой жизни рабочих, крестьян, женщин и прочих униженных членов общества, и их борьбе за перемены.
Во время войны в Японии вышли в печать дебюты нескольких авторов, известных красотой языка и трогательными историями любви, среди них — Дзюнъитиро Танидзаки и первый в Японии лауреат Нобелевской премии по литературе, Ясунари Кавабата мастер психологической фантастики. Асихэй Хино писал лирические бестселлеры, прославляющие войны, в то время как Тацудзо Исикава с тревогой смотрел на наступление на Нанкин. Против войны выступали Куросима Дэндзи, Канэко Мицухару, Хидэо Огума и Дзюн Исикава.

### Послевоенная литература (1945—поныне)

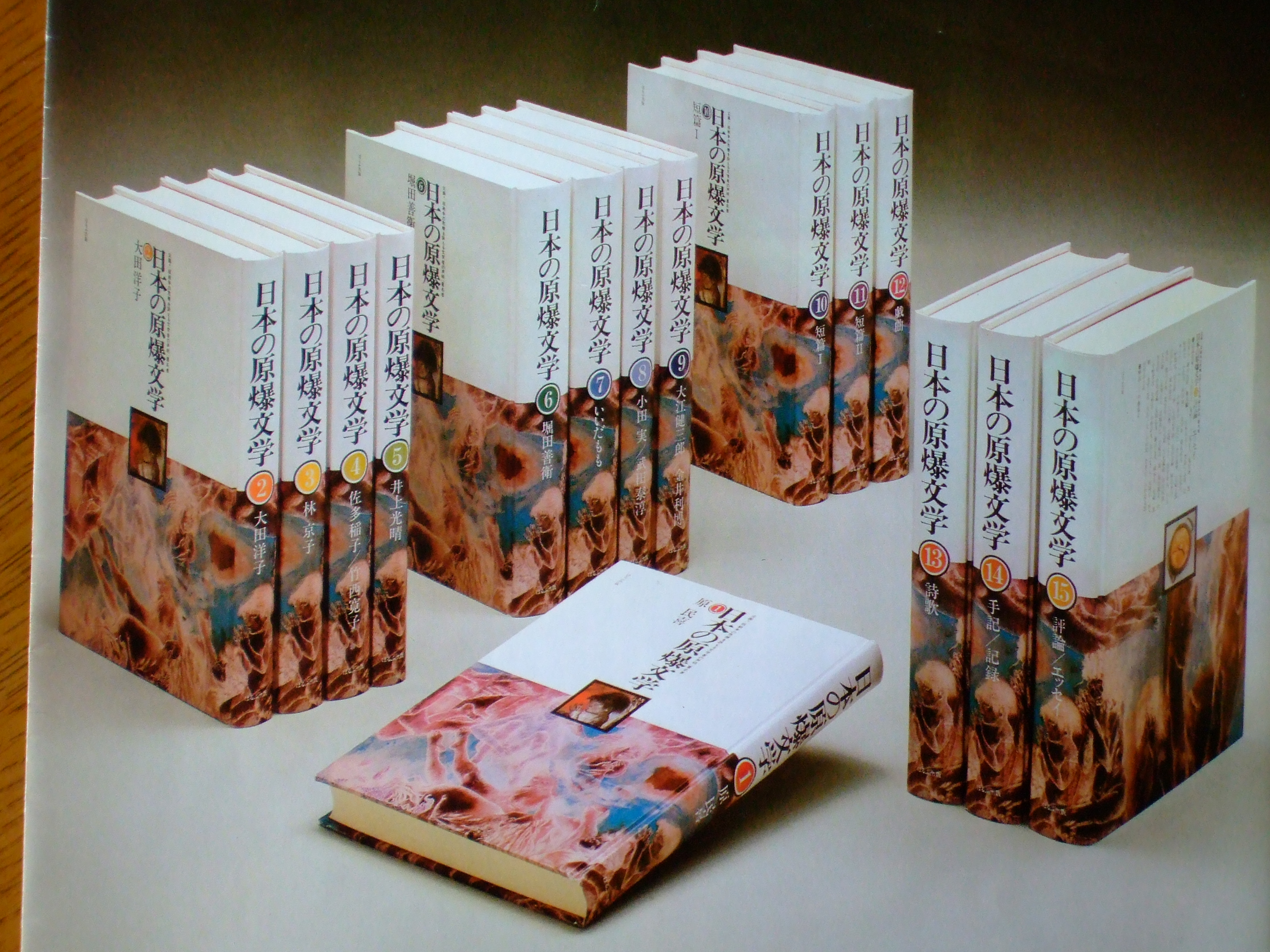
— литературный жанр в Японии, объединяющий творчество писателей о ядерных бомбардировках Хиросимы и Нагасаки

Поражение Японии во Второй мировой войне оказало глубокое влияние на японскую литературу. Ведущей темой произведений многих авторов стало недовольство, потеря цели и смирение с поражением. Рассказ «Сакурадзима» Харуо Умэдзаки (яп. 梅崎 春生), который принадлежит к первому послевоенному поколению писателей, живописует разочаровавшегося и скептически настроенного офицера военно-морского флота, проходящего службу на базе, расположенной на вулканическом острове Сакурадзима, неподалёку от Кагосимы, южной оконечности острова Кюсю. Роман Осаму Дадзая «Заходящее Солнце» (яп. 斜陽) рассказывает о солдате, возвращающемся из Маньчжоу-го. Сёхэй Оока был удостоен Литературной премии Ёмиури за своей роман «Пожар на равнине» (яп. 野火) о японце-дезертире, который сходит с ума в филиппинских джунглях. Юкио Мисима — также именитый послевоенный писатель, хорошо известный своей нигилистический манерой письма и покончивший жизнь самоубийством (сэппуку). Рассказ Нобуо Кодзимы «Американская школа» повествует о группе японских учителей английского языка, которые сразу после войны ведут борьбу с американской оккупацией различными способами.
Выдающиеся писатели 1970-х и 1980-х годов были сосредоточены на интеллектуальных и нравственных проблемах в попытках поднять уровень социального и политического сознания. В частности, Кэндзабуро Оэ в 1964 году написал своё самое известное произведение, «Личный опыт», и стал вторым в Японии лауреатом Нобелевской премии по литературе.

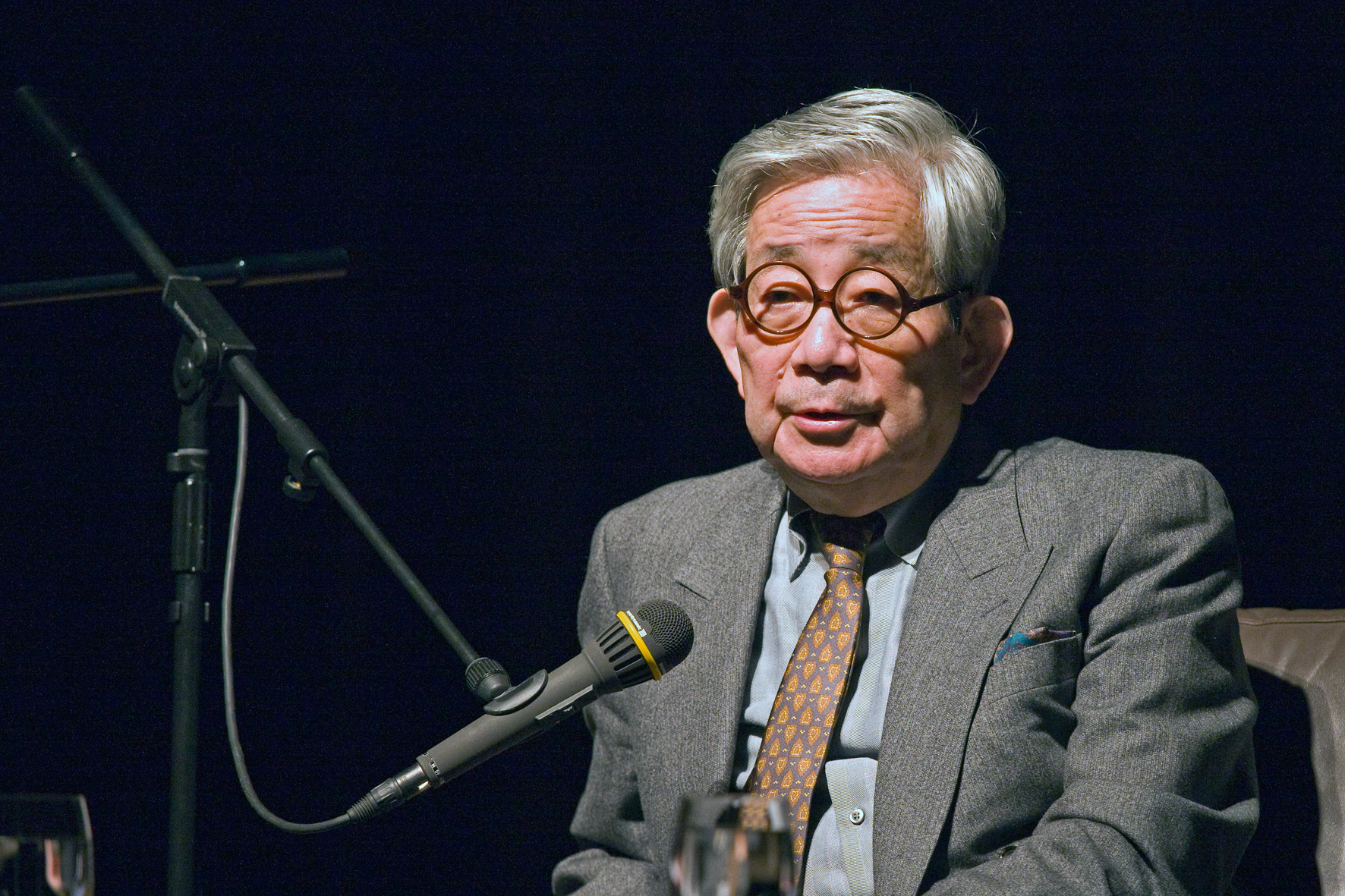
Кэндзабуро Оэ

Мицуаки Иноуэ в 1980-х годах писал о проблемах ядерного века, в то время как Сюсаку Эндо, видный представитель «третьих новых», изображал религиозную дилемму католиков в феодальной Японии, какурэ-кириситан, в качестве основы для решения духовных проблем. Ясуси Иноуэ также обратился к прошлому, мастерски изобразив человеческие судьбы в исторических романах о Внутренней Азии и Древней Японии.
Получил значительное признание Кобо Абэ, принадлежавший ко второму послевоенному поколению писателей, со своим самым знаменитым произведением — «Женщина в песках» 1960 года. Ёсикити Фуруи (относится к «поколению интровертов») писал психодрамы о трудностях городских жителей, вынужденных справляться с мелочами повседневной жизни. В 1988 году Премию имени Сандзюго Наоки получила Сизуко Тодо за «Созревающее Лето» — историю о психологии современной женщины. Международную известность получил Кадзуо Исигуро, британец японского происхождения, лауреат престижной Букеровской премии за роман «Остаток дня» (1989) и Нобелевской премии по литературе (2017).
Харуки Мураками является одним из самых читаемых и противоречивых современных японских авторов. Его сюрреалистические работы вызвали ожесточённые дебаты в Японии, являются ли они «истинной» литературой или просто популярной фантастикой; в числе его самых непримиримых критиков числится Кэндзабуро Оэ. Среди самых известных работ Мураками — «Норвежский лес».

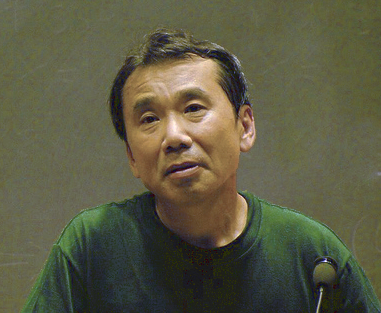
Харуки Мураками

Банана Ёсимото также в числе современных популярных писателей, чей манга-подобный стиль письма вызвал много споров, особенно на заре творческой карьеры в конце 1980-х годов, пока её не признали самобытным и талантливым автором. Её стиль — преобладание диалога над описанием, что напоминает сценарий манги; её произведения сосредоточены на любви, дружбе и горечи потери. Дебютной работой была «Кухня» 1988 года.
Особую популярность завоевали манга — рисованные истории, рассказы в картинках. Спектр их сюжетов охватывает почти все области человеческих интересов, такие как средняя школа, история Японии, труды по экономике и так далее. На мангу приходилось от 20 до 30 процентов печатных изданий в год в конце 1980-х, оборот достигал ¥ 400 миллиардов в год.
Мобильная литература, написанная для пользователей мобильных телефонов, появилась в начале XXI века. Некоторые из таких произведений, такое как «Небо любви», продаются миллионами печатных копий, а в конце 2007 года «мобильные романы» вошли в пятёрку крупнейших лучших продавцов фантастики.

## Специфические жанры
- Вака — японский средневековый поэтический жанр.
  - Танка — 31-слоговая пятистрочная японская стихотворная форма (основной вид японской феодальной лирической поэзии), являющаяся разновидностью жанра вака (яп. 和歌 вака, «песни Ямато»).
  - Рэнга (яп. 連歌, «букв. совместное поэтическое творчество») — жанр старинной японской поэзии. Рэнга состояла по меньшей мере из двух строф (ку, яп. 句); обычно же строф было намного больше. Первая, «открывающая» строфа рэнга (5-7-5 слогов) назывались хокку, именно она в своё время послужила основой для создания самостоятельного жанра японских трёхстиший-хайку.
- Хайку (яп. 俳句) — жанр традиционной японской лирической поэзии вака, известный с XIV века. В самостоятельный жанр эта поэзия, носившая тогда название хокку, выделилась в XVI веке; современное название было предложено в XIX веке поэтом Масаока Сики[35]. Поэт, пишущий хайку, называется хайдзин (яп. 俳人). Одним из самых известных представителей жанра был и до сих пор остаётся Мацуо Басё.
- Дзуйхицу (яп. 随筆, вслед за кистью) — это жанр японской короткой прозы, в котором автор записывает всё, что приходит ему в голову, не задумываясь о том, насколько это «литературно». Дзуйхицу может рассказывать о каком-то внезапном воспоминании, пришедшей в голову мысли, увиденной бытовой сценке. К классике дзуйхицу относятся «Записки у изголовья» Сэй Сёнагон (конец X века), «Записки из кельи» Камо-но Тёмэя (1153—1216), «Записки от скуки» Ёсиды Кэнко (ок. 1330), «Собирание и сжигание хвороста» Араи Хакусэки (ок. 1716—1717).
- Моногатари — японская классическая повесть, роман в традиционной японской прозе, расширенное повествование, сравнимое с эпопеей, собрания японских новелл, содержащих в тексте элементы поэзии.[36]
- Манга — японские комиксы[37][38]
- Ранобэ — японские романы с иллюстрациями, основная целевая аудитория которых — подростки и молодёжь.[39] Термин «Light Novel» произошёл от англ. light (лёгкий, упрощённый) и novel (роман), означает буквально «лёгкий роман» и является примером «васэй-эйго» — термина японского языка, составленного из английских слов. Популярны с 1980-х годов.[39]
- Сисёцу — роман-дневник, «роман о себе», роман-исповедь.[40]
- Хентай — жанр японской анимации (аниме), комиксов (манги), а также изображений соответствующей стилистики, основным элементом которых являются содержащиеся в них эротические или порнографические сцены.[41]

### Окинавские жанры
- Рюка (ру: ка[42]; яп. 琉歌; рю: ка) — рюкюский поэтический жанр, короткий повествовательный стих, обычно имеющий структуру «8-8-8-6» слогов. Рюка обычно сочиняли на окинавском языке и исполняли под музыку сансина (предок сямисэна)[43][44].